# Transports en commun d'Agen
Tempo est le nom du réseau qui dessert 29 des 44 communes de l'agglomération d'Agen et ses 101 000 habitants. Il est composé de neuf lignes urbaines, sept lignes périurbaines, une navette urbaine gratuite, de deux services de transport à la demande ainsi que d'un service de vélos électriques en location et en libre service. Mis en service le 30 mars 2013, le réseau Tempo remplace l'ancien réseau Transbus qui ne desservait que huit communes.

## Historique

### Exploitants connus du réseau
| Exploitant     | Filiale     | Nom Commercial | Période d'exploitation |
| -------------- | ----------- | -------------- | ---------------------- |
| Trans Agen Car | STAC        | STAC           | 1974* - 1984           |
| Transdev       | STAA        | STAA           | 1984 - 1998            |
| Transdev       | STAA        | Transbus       | 1998 - 2006            |
| Keolis         | Keolis Agen | Transbus       | 2006 - 2013            |
| Keolis         | Keolis Agen | Tempo          | 2013 - 2025**          |

* date incertaine

** Keolis prolongé jusqu'à Août 2025

### De la STAC à la STAA

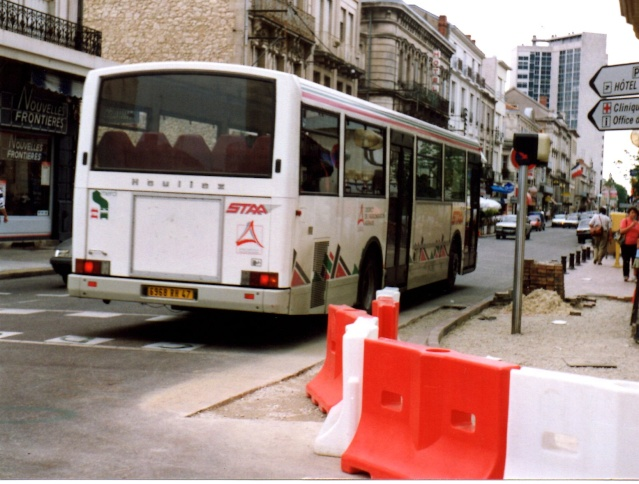
Heuliez GX107 du temps de la STAA dans les années 1990.

Le premier réseau de transport en commun remonte à 1960. En 1974, la compétence transport est prise en charge par le District de l'agglomération agenaise. La Société Trans Agen Car (STAC) exploite alors le réseau.
Le réseau est restructuré en 1984, avec la création de la Société des transports urbains de l'agglomération d'Agen (STAA) filiale de la société Transdev. Le réseau composé de 6 lignes régulières numérotées de 1 à 5 et 7 et desservant les communes d'Agen, Boé, Bon Encontre et Le Passage. La ligne 7 est prolongée à Foulayronnes en 1987.
Le réseau est alors le suivant, en septembre 1987 :
| No | Lignes du Réseau STAA en 1987                                       |
| -- | ------------------------------------------------------------------- |
| 1  | Préfecture ↔ Lalande / Azur                                         |
| 2  | Préfecture ↔ Fontaines                                              |
| 3  | Préfecture ↔ Le Passage - Bellevue                                  |
| 4  | Préfecture ↔ Boé - Centre commercial                                |
| 5  | Préfecture ↔ Les Prairies - Redon                                   |
| 7  | Préfecture ↔ Hôpital Saint-Esprit ↔ Foulayronnes - Chants d'Oiseaux |

Application d'un nouveau logo et nouvelle décoration pour les bus en 1990. Les lignes 1 et 2 fusionnent sous l'indice 1+2 pour former une ligne Préfecture ↔ Les Fontaines / Lalande / Azur.
Restructuration du réseau en 1993 avec la mise en place d'un réseau en « étoile » avec changement de numérotation des lignes (no 1, 2, 3, 4, et 6) et création de 2 navettes (no 11 vers l'hôpital et no 22 Jasmin/Pin/Montanou avec tarif réduit « ticket boul » entre Jasmin et Pin) avec des fréquences de passage augmentées sur chaque ligne (maximum 60 minutes). Création en 1994 de la ligne 5 vers les quartiers d'Agen Sud (Lomet/Aqua Sud).
Juste avant la restructuration de 1998, le réseau était le suivant :
| No | Lignes du Réseau STAA en 1998                               |
| -- | ----------------------------------------------------------- |
| 1  | Préfecture ↔ Foulayronnes - Chant d'oiseau                  |
| 2  | Préfecture ↔ Azur / Montanou / Lalande                      |
| 3  | Préfecture ↔ Boé - Cités ↔ Bon-Encontre - Redon             |
| 4  | Préfecture ↔ Boé - Centre commercial / Boé - La Couronne    |
| 5  | Préfecture ↔ Italie / Gravissat                             |
| 6  | Préfecture ↔ Le Passage - Bellevue                          |
| 11 | Préfecture ↔ Hôpital                                        |
| 22 | Jasmin / Pin ↔ Montanou - Lalande / Monbran / Les Fontaines |

### Le réseau Transbus

Logo du réseau Transbus de 1998 à 2013.

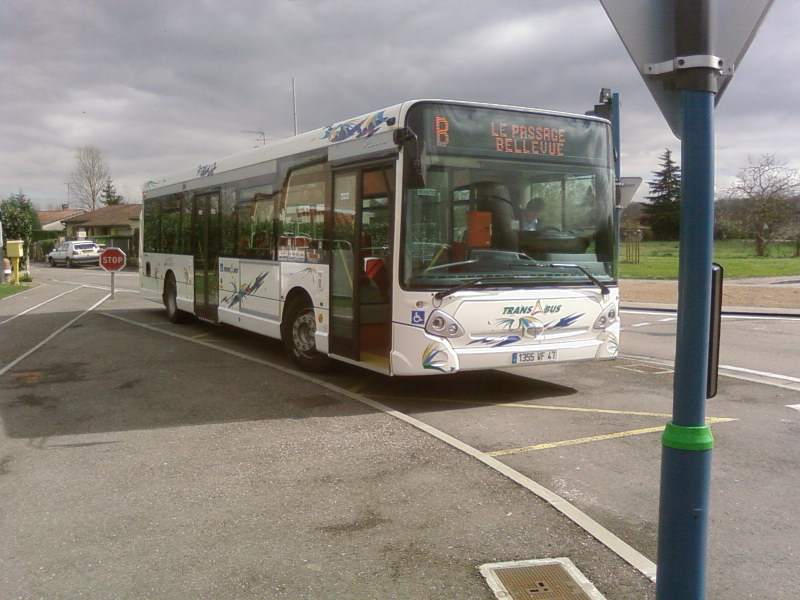
Heuliez GX327 89014 avec sa livrée originelle Transbus. Ici au terminus de la ligne B. C'est cet autobus qui prendra feu accidentellement.

Le réseau est profondément restructuré le 2 novembre 1998 et devient alors le réseau « Transbus », les huit lignes existantes sont alors fusionnées en quatre lignes A à D traversant l'agglomération de part en part. Les fréquences de passage sont augmentées sur toutes les lignes (20 minutes pour la ligne A, 35 minutes pour les lignes B et C, 60 minutes pour la ligne D). La livrée change et de nouvelles dessertes sont créées : La ligne A dessert la ZAC Agen Sud et l'ENAP, Le Passage d'Agen Bourg est desservi par la ligne D (deviendra Ligne F par la suite).
Le réseau en 1998 est le suivant :
| No | Réseau Transbus en novembre 1998                                                       | Réseau STAA                  | Voitures |
| -- | -------------------------------------------------------------------------------------- | ---------------------------- | -------- |
| A  | Agen - Lalande / Montanou ↔ Préfecture ↔ Barleté / Agen Sud                            | Anciennement lignes 2 et 5   | 6        |
| B  | Le Passage - Bellevue / Th. De Viau ↔ Préfecture ↔ Bon Encontre - Mairie / De Gaulle   | Anciennement lignes 3 et 6   | 3        |
| C  | Foulayronnes - Chant d'Oiseaux / Le Roy ↔ Préfecture ↔ Barleté / Boé - Ctre Commercial | Anciennement lignes 1 et 4   | 3        |
| D  | Foulayronnes - Monbran ↔ Préfecture ↔ Hopital ↔ Le Passage - Bourg                     | Anciennement lignes 11 et 22 | 1        |

Réception de quatre minicars Fast Roller en 1999.
En 2001, un projet de tramway est évoqué par le candidat aux élections municipales et futur maire, Alain Veyret. le projet est abandonné en cours de mandat pour des questions de coût et de projection de fréquentation car un tel projet n'est pas viable pour une agglomération de moins de 100 000 habitants. La même année, réception de deux Mercedes-Benz Cito hybrides, les premiers et derniers modèles de bus de ce type sur le réseau.
Création en 2002 de la ligne E au départ de la Préfecture vers Colayrac - Les Tilleuls, apparition du TAD avec cette ligne. Réception d'un troisième Mercedes-Benz Cito hybride et d'un minibus carrossé par Durisotti.
Création en 2003 de la ligne F, exploitée en TAD, desservant Le Passage d'Agen Bourg en remplacement de la ligne D qui dessert désormais uniquement l'hôpital de Monbran. La même année, réception de deux Mercedes-Benz Citaro.
Réception en 2004 de deux Irisbus Agora Line.
Le 1er janvier 2006, le groupe Keolis remporte le marché public et prend le relais de Transdev pour cinq ans, la STAA disparait, la filiale Keolis Agen est créée. Légère restructuration à l'été 2006 ; apparition du Guide Bus en lieu et place des fiches horaires en septembre. La même année, réception de deux Heuliez GX 117 et de deux minibus carrossés par Vehixel.
En 2007, un service du dimanche est expérimenté avec les lignes A à C, seule la ligne A fut maintenue par la suite. La même année, réception d'un Heuliez GX 127.
En 2008, une navette gratuite baptisée « Agglo Express » est expérimentée sur le trajet entre le Parc des Expos, la préfecture et Tour Victor Hugo avec une fréquence de dix minutes et le parking gratuit, la mise en service est effectuée le 1er décembre. La même année, réception d'un Heuliez GX 327 (cet autobus, le dernier standard reçu avec deux portes, brûlera accidentellement en mars 2015).
Création en 2009 de la ligne G desservant le Conseil Général, le centre nautique Aqua Sud, Lamothe Magnac, Boé Centre Commercial, le nouveau Centre omnisports Jacques Clouché (COJC) et le village de St-Pierre de Gaubert. La ligne E est prolongée jusqu'à Saint-Hilaire-de-Lusignan. Création de services de transport à la demande pour la commune de Layrac et le quartier Bézis à Agen. La navette « Agglo Express » est pérennisée avec prolongement jusqu'à Donnefort (Agen est) via le centre-ville (boulevard de la République et avenue Henri Barbusse). La délégation de service public avec Keolis concernant l'exploitation du réseau est prolongée d'une année supplémentaire, jusqu'à fin 2011. Réception au mois de juin de deux Heuliez GX 327 supplémentaires; ces derniers seront à trois portes contrairement au bus reçu l'année précédente et équipés de girouettes LED à indices couleurs.
En 2010, 14 des 25 bus du parc sont équipés de caméras de vidéo-surveillance. Le réseau est légèrement restructuré le 29 novembre 2010 : L'itinéraire de la ligne A est modifié à la suite de la piétonisation partielle du boulevard de la République, création d'une nouvelle ligne « Agglo Express » avec un nouveau parking relais sur la commune du Passage, création de la navette « Cœur d'Agen » desservant les principaux parkings du centre-ville toutes les 12 minutes. Réception de 4 minibus : un Jonckheere Procity d'occasion et trois Dietrich Noventis 420.
La procédure d'appel public à concurrence pour l'exploitation et la gestion du réseau Transbus est lancé en 2011.
Le 23 juillet 2012, Keolis est à nouveau reconduit jusqu'en août 2018. Acquisition de 4 nouveaux minibus : Des Vehixel Cytios 4/39 provenant du réseau d'Aix-en-Provence. Début des travaux du pôle multimodal de la gare d'Agen.

### Le réseau Transbus avant Tempo

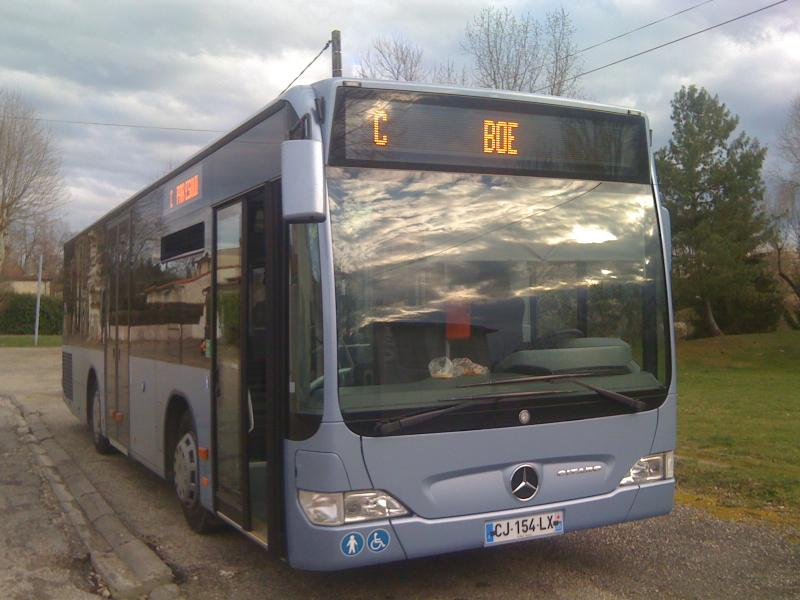
Citaro C1 FL K de démonstration au terminus Foulyronnes - Chant d'Oiseau sur la ligne C, quelques mois avant le réseau Tempo.

Note : Les navettes et une partie des lignes scolaires ont été maintenues avec le réseau Tempo.
Le réseau Transbus en 2013 est le suivant :

#### Lignes régulières

##### Lignes principales
| No | Parcours                                                                  | Réseau actuel Tempo                           | Voitures  |
| -- | ------------------------------------------------------------------------- | --------------------------------------------- | --------- |
| A  | Lalande / Montanou ↔ Préfecture ↔ Agen Sud                                | Lignes 1, 7 Sud et 9 Nord                     | 4 + 1 (3) |
| B  | Bellevue / Th. De Viau ↔ Préfecture ↔ Mairie Bon-Encontre / De Gaulle     | Lignes 2 et 3                                 | 3 + 1 (3) |
| C  | Chant d'Oiseaux / Le Roy ↔ Préfecture ↔ Boé - La Couronne                 | Lignes 4 et 7                                 | 3 +1 (3)  |
| D  | Monbran ↔ Préfecture (TAD à certains services)                            | Ligne 5 Nord (depuis supprimée)               | 1         |
| E  | Saint-Hilaire-de-Lusignan - Mairie ↔ Préfecture (TAD à certains services) | Ligne 6                                       | 1         |
| F  | Le Passage Bourg ↔ Préfecture (TAD)                                       | Ligne 10                                      | 1         |
| G  | Saint-Pierre-de-Gaubert / Centre Omnisports ↔ Préfecture                  | Ligne 8 puis 4 Sud                            | 2         |
| AE | Parc des Expositions ↔ Donnefort                                          | Supprimée en mai 2015                         | 2         |
| AE | Demi-Lune ↔ Préfecture                                                    | Devenue ligne 10 en 2013, payante en mai 2015 | 1         |

##### Lignes secondaires
| No               | Parcours                                   | Réseau actuel Tempo |
| ---------------- | ------------------------------------------ | ------------------- |
| A Bis            | Blum ↔ Azur (TAD à certains services)      | Supprimée           |
| A Dimanche Matin | Lalande / Monluc ↔ Préfecture ↔ Université | Dimanche Matin      |
| Dimanche Soir    | Gare SNCF → Préfecture → Agen sud          | Dimanche Soir       |

##### Lignes scolaires
Les autres lignes sont encore en service.
| No      | Parcours                                                              | Réseau actuel Tempo        |
| ------- | --------------------------------------------------------------------- | -------------------------- |
| R       | Centre Commercial ↔ Collège la Rocal / École M. chrétien et J. Moulin | R et S                     |
| R       | Cassia ↔ Collège la Rocal                                             | R et S                     |
| S       | Cassia ↔ Saint-Pierre-de-Gaubert - École D. Lapeyre                   | R et S                     |
| T       | Préfecture ↔ Lescarerottes                                            | Supprimée                  |
| 1       | Carrérade ↔ École primaire de Saint-Hilaire-de-Lusignan               | W                          |
| 130 Bis | Le Passage - Collège De Viau ↔ Layrac - Belloc                        | Doublages Astaffort/Layrac |

##### Transport à la demande
| No         | Parcours                                               | Réseau actuel Tempo        |
| ---------- | ------------------------------------------------------ | -------------------------- |
| F          | Bellevue ↔ Demi-Lune / Le Passage - Bourg ↔ Préfecture | Ligne 10 et TAD Le Passage |
| TAD Layrac | Goulens ↔ Le Passage ↔ Gare SNCF                       | 5 Sud                      |
| TAD Bézis  | Bézis / Gaillard ↔ Pin / Gare / Carnot / Préfecture    | Supprimé                   |

### Le réseau Tempo

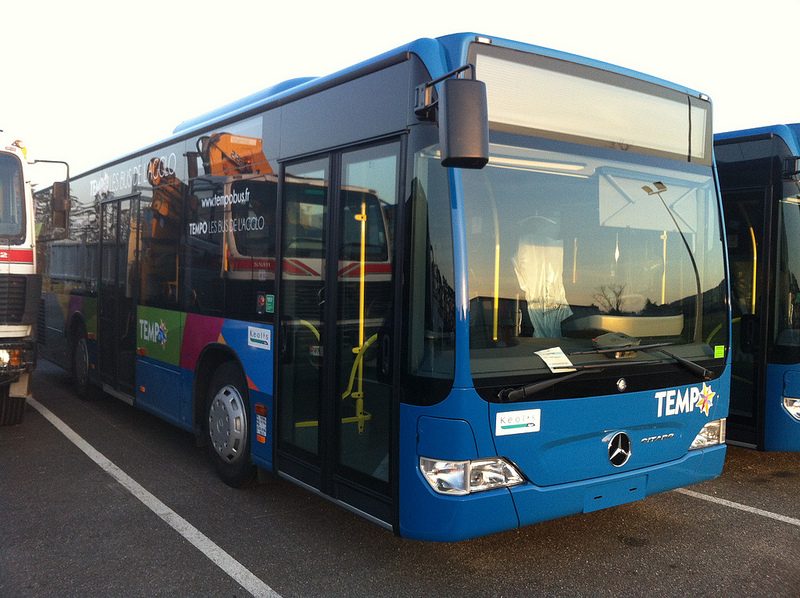
Citaro C1 FL K lors de la pose de la livrée, bus en cours de livraison pour la mise en service du nouveau réseau Tempo au mois de Mars 2013.

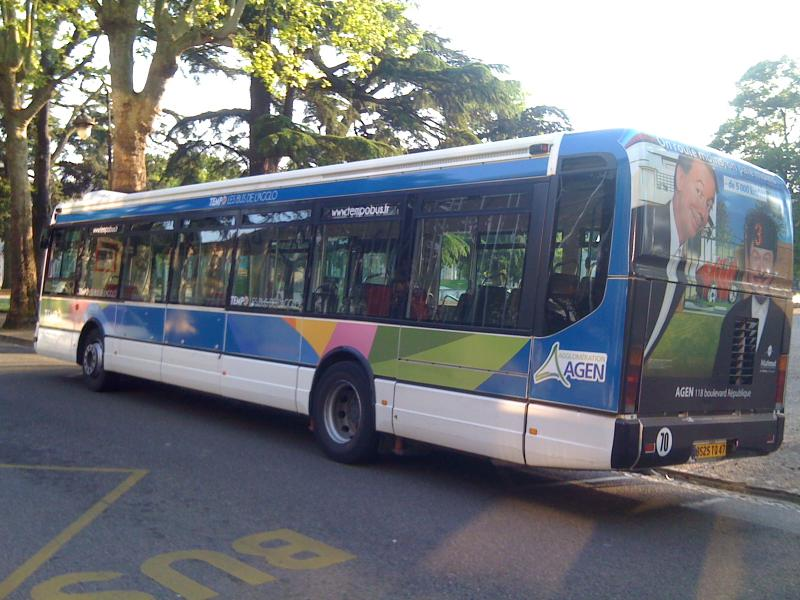
Irisbus Agora Line en livrée Tempo sur la ligne 3.

Le 30 mars 2013, le réseau Transbus laisse place au réseau Tempo. Début du renouvellement du parc d'autobus, qui doit s'étaler jusqu'en 2016, avec la livraison de 11 Mercedes-Benz Citaro C2 et de 3 Mercedes-Benz Citaro K C1 Facelift, accompagnée de la réforme des 3 Renault R 312, de 2 Mercedes-Benz Cito et des 3 Fast Roller restants. Le réseau a également adopté un slogan Tempo Les bus de l'Agglo. Slogan qui a également été adopté pour l'offre locative de vélos Tempo Vélo. Les six anciennes lignes indicées avec des lettres laissent place à dix nouvelles lignes indicées avec des chiffres comme du temps de la STAA. Le TAD, les lignes secondaires et les lignes du dimanche sont restructurées à un niveau plus faible. Création des lignes 20 à 25 desservant des communes non desservies jusqu'alors.
En septembre 2013, le réseau scolaire subit une légère restructuration : Les lignes R et S sont restructurées et la ligne R ne conserve qu'un seul itinéraire, la ligne T est supprimée et le Circuit 1 devient la ligne W.
La nouvelle agence commerciale Keolis-Tempo a emménagé sur le nouveau pôle multimodal de la Gare le 31 janvier 2014. Elle remplace l'ancien point info situé boulevard Carnot. Elle comprend notamment une salle de repos pour le personnel, et le service locatif Tempo Vélo.
En 2014, réception d'un Mercedes-Benz Citaro C2 supplémentaire (à la norme anti-pollution Euro 6) et de trois Vehixel M City.
Au début mois de Mars 2015, le GX 327 n° 89014 datant de 2008 prend feu au niveau du moteur alors qu'il rentre au dépôt en fin de journée. Le véhicule ne peut être sauvé et est entièrement détruit par les flammes.
Les navettes Agglo'Express ont été supprimées le 2 mai 2015, ainsi que les titres de transport spécifiques à ces lignes.
Afin de réaliser des économies budgétaires, de l'ordre de 400 000 € par an, faisant suite à la baisse en dotations de l'Etat aux collectivités locales, le réseau Tempo a été modifié en septembre 2015, décisions validées durant le conseil communautaire du 11 juin 2015 de l'agglomération d'Agen :
- Suppression des lignes 8 et 23 ;
- La desserte des communes de Brax, Sérignac-sur-Garonne et Roquefort passe en transport à la demande ;
- La fréquence de passage sur la ligne 3 passe de 20 à 30–35 minutes, excepté aux heures de pointe ;
- La ligne 4 dessert le CHU La Candélie, et est prolongée de Boé La Couronne à Centre Omnisports ou Saint-Pierre-de-Gaubert à la place de la ligne 8 avec ajout d'un bus supplémentaire ;
- Le terminus sud de la ligne 7 est reporté de Gardes à Artigueloupe à la place de la ligne 8 ;
- La ligne 9 dessert Pont-du-Casse directement par la D656 (Route de Cahors) au lieu de passer par la Zone industrielle Malère, l'actuelle navette municipale étant intégrée à la ligne ;
- La ligne 10 dessert le vieux bourg du Passage de façon régulière ;
- La gratuité des transports scolaires, service jusqu'à présent assuré par le conseil départemental de Lot-et-Garonne, est supprimée à la suite de la reprise du service par l'agglomération d'Agen et les lignes sont ouvertes au public ;
- La Navette Agen Cœur Battant passe toutes les 20 minutes en heures creuse, notamment l'été.

En 2016, réception de deux Mercedes-Benz Citaro C2 supplémentaires, un S et un K (Euro 6) pour remplacer les bus les plus anciens de l'ère Transbus. Réception également d'un bus d'occasion: 1 Renault R312 blanc. Certains Vehixel Cytios Advance ont en revanche quitté le réseau.
En 2017, réception de trois nouveaux Mercedes-Benz Citaro C2 (deux S et un K). Mars 2017: test d'un Bolloré Bluebus électrique sur le réseau. Avril 2017: mise en place d'une boutique en ligne pour commander ses titres de transports, s'abonner ou se réabonner. Enfin, réforme du R 312 d'occasion venu en renfort en 2016 ainsi que des deux derniers PR 112, radiés du parc roulant, signifiant la fin des bus Renault VI sur le réseau. A noter que des tags ont été apposés sur ces bus, à priori volontairement en accord avec Keolis. L'un des deux bus serait repris par l'Association des Tramophiles de la Côte d'Azur. Il irait ainsi rejoindre le GX 107 ex-Transbus dans leur parc. Finalement les deux bus sont repris et utilisés par le SDIS 47 pour des exercices d'évacuation. Desserte de Monbran par la ligne 5 en TAD uniquement.
En 2018 (janvier), le réseau Tempo teste pour la première fois un autobus roulant au gaz naturel, en l'occurrence un Man Lion's City CNG. La solution au gaz, dans le cadre du renouvellement du parc et de la transition énergétique, est envisagée par l'Agglomération d'Agen et Keolis.
À partir du 10 avril 2018, les usagers ont la possibilité d'acheter leur titre de voyage unitaire à 1,20 € par SMS,.
A compter du 3 septembre 2018, la ligne 4 dessert à certaines heures la ZAC Le Rouge et le nouvel Intermarché, qui remplace l'ancien situé à côté du terminus Chant d'Oiseau.
À partir du 18 février 2019, la ligne 4 a pour terminus nord le CC ZAC Le Rouge à la place de Chant d'Oiseaux, qui n'est plus desservi qu'en heures de pointe. L'arrêt Zola est supprimé. Un arrêt Le Caoulet Royal a en revanche été créé.
En avril 2019, la DSP actuellement confiée à Keolis concernant l'exploitation du réseau Tempo est prolongée jusqu'en décembre 2021.
En septembre 2019, le réseau est restructuré dans un souci d'économie:
- Les services sont réduits pendant toutes les vacances scolaires annuelles et surtout le samedi matin ;
- La ligne 4 passe désormais via Jasmin au lieu de Carnot (Ligne 7) et a son terminus à Gardes, comme la 7 ;
- La ligne 5 passe en TAD ;
- Enfin la Ligne 10 dessert Bellevue (Le Passage) et l'été Walibi (devenu Walygator).

Au printemps 2020, le SIV à bandeau est mis en service dans les bus de l'agglomération, et à l'été, un billetique sans contact remplace le système de poinçonnage à encre antédiluvien en cours jusque-là.
Le 8 juillet 2021, une DSP transitoire de trois ans est accordée à Keolis jusqu'à Août 2024.
Arrivée de deux GX 127 à l'été et de deux Citaro Facelift à l'automne. Ces bus, d'occasion, sont entièrement repeints aux couleurs Tempo.
Mars 2022: Réception de deux minibus électriques Karsan e-Jest destinées à la navette de centre-ville, en remplacement des minibus diesels actuellement dédiés à ce service. Mise en service prévue le 21 Avril 2022 sur la navette gratuite du centre-ville. Ces bus arborent pour l'occasion une livrée spéciale blanche, avec une prise électrique et la rose des vents Tempo.
La mise en place d'une station de bio GNV est également prévue par l'agglomération au Parc d'Aquitaine.
Mise en service, en partenariat entre l'agglomération d'Agen et Keolis, le 17 juin 2022 de l'application Agglo Agen Mobilités permettant de regrouper les informations concernant le réseau Tempo (Prochains passages de bus, perturbations...), celui des trains en Gare SNCF, la disponibilité des VAE aux stations, le temps de parcours à pied, vélo, bus ou voiture entre deux points donnés...Elle permet enfin d'acquérir directement des titres de transports. Cette nouvelle application remplace l'application Tempo Agen by Mybus.
Mise à l'essai du 20 ou 27 décembre 2022 d'un minibus Bollore Bluebus électrique sur la Navette Coeur d'Agen.
Mise en place d’une navette desservant le quartier Ermitage à la suite de la fermeture de la passerelle de Gauja.
Nouveau report report de l’appel d’offre concernant la DSP du reseau Tempo avec une prolongation de Keolis pour une année supplémentaire.

## Lignes du réseau
Le réseau en semaine consiste en neuf lignes urbaines indicées de 1 à 7, 9 et 10, sept lignes péri-urbaines indicées de 21 à 22 et 24 à 28, une navette gratuite, deux services de transport à la demande et de divers services scolaires. Le dimanche, seuls deux services, un le matin, et un le soir circulent, il n'y a pas de service les jours fériés.
Pour les lignes exploitées par Keolis Agen, les affectations données sont des affectations courantes, des habillages avec d'autres autobus peuvent être observés en fonction de la disponibilité du matériel.
En raison de la réfection du boulevard Carnot entre Mars et Décembre 2018, les lignes 1 à 4 et 6 et 9 voient leur itinéraire modifiée dans les deux sens.
Les lignes font leur retour Boulevard Carnot début 2019. Les lignes 4 et 7 ont depuis été interverties, la ligne 4 circulant désormais via Jasmin entre Gare et Préfecture, la ligne 7 via le boulevard Carnot.

### Communes desservies
Le réseau dessert 29 des 44 communes de l'agglomération d'Agen, hors lignes scolaires, soit un total de 94 000 habitants. La commune d'Estillac n'est desservie qu'au niveau de la zone d'activités Agropôle (ligne 3). La desserte Tempo du village de Aubiac et de la commune de Laplume a été supprimée avec la disparition de ligne 23.
- Agen
- Astaffort
- Bajamont
- Boé
- Bon-Encontre
- Brax
- Caudecoste
- Colayrac-Saint-Cirq
- Cuq
- Estillac (Agropôle)
- Fals
- Foulayronnes
- Lafox
- Layrac
- Le Passage
- Marmont-Pachas
- Moirax
- Pont-du-Casse
- Roquefort
- Saint-Caprais-de-Lerm
- Sainte-Colombe-en-Bruilhois
- Saint-Hilaire-de-Lusignan
- Saint-Nicolas-de-la-Balerme
- Saint-Sixte
- Sauvagnas
- Sauveterre-Saint-Denis
- Sérignac-sur-Garonne

### Lignes urbaines

#### Fréquentation
La ligne 1 représente plus de 34% de la fréquentation (Agen Sud <> Monluc), la ligne 7 18% (Gardès <> Hôpital) et la ligne 4 15% (Foularonnes <> Gardès)
| Ligne | Caractéristiques | Caractéristiques                                                                   | Caractéristiques                                                                   | Caractéristiques                                                                   | Caractéristiques                                                                   | Caractéristiques                                                                   | Caractéristiques                                                                   | Caractéristiques                                                                   | Caractéristiques                                                                   |
| 1     | Montanou ⥋ Agen Sud | Montanou ⥋ Agen Sud                                                                | Montanou ⥋ Agen Sud                                                                | Montanou ⥋ Agen Sud                                                                | Montanou ⥋ Agen Sud                                                                | Montanou ⥋ Agen Sud                                                                | Montanou ⥋ Agen Sud                                                                | Montanou ⥋ Agen Sud                                                                | Montanou ⥋ Agen Sud                                                                |
| ----- | --- | ---------------------------------------------------------------------------------- | ---------------------------------------------------------------------------------- | ---------------------------------------------------------------------------------- | ---------------------------------------------------------------------------------- | ---------------------------------------------------------------------------------- | ---------------------------------------------------------------------------------- | ---------------------------------------------------------------------------------- | ---------------------------------------------------------------------------------- |
| 1     | Ouverture / Fermeture 30 mars 2013 / — | Longueur —                                                                         | Durée 28 min                                                                       | Nb. d’arrêts 23                                                                    | Matériel GX 327 Agora Line Citaro                                                  | Jours de fonctionnement L, Ma, Me, J, V, S                                         | Jour / Soir / Nuit / Fêtes O / N / N / N                                           | Voy. / an —                                                                        | Exploitant Keolis Agen                                                             |
| 1     | Desserte : Agen - Principaux arrêts desservis : Jardins de Montanou • Monluc • Leon Blum • Pin Dumon • Gare • Carnot • Stadium • Préfecture • Goumy • Lacour • Esquirol Italie • Université • ENAP • Agen Sud • Palais des Congrès** - Gare desservie : Gare d'Agen. |                                                                                    |                                                                                    |                                                                                    |                                                                                    |                                                                                    |                                                                                    |                                                                                    |                                                                                    |
| 1     | Autre : - Particularités : Arrêt de descente obligatoire terminus Jardins de Montanou, la montée s'effectue à partir de l'arrêt Monluc. - **Ligne prolongée du lundi au vendredi de 9h à 17h à Palais des Congrès. - Date de dernière mise à jour : 16 mars 2021. |                                                                                    |                                                                                    |                                                                                    |                                                                                    |                                                                                    |                                                                                    |                                                                                    |                                                                                    |
| 1     | Dernière actualisation : — |                                                                                    |                                                                                    |                                                                                    |                                                                                    |                                                                                    |                                                                                    |                                                                                    |                                                                                    |
| 2     | Préfecture ⥋ Lafox / Siailles / Bon Encontre - Mairie | Préfecture ⥋ Lafox / Siailles / Bon Encontre - Mairie                              | Préfecture ⥋ Lafox / Siailles / Bon Encontre - Mairie                              | Préfecture ⥋ Lafox / Siailles / Bon Encontre - Mairie                              | Préfecture ⥋ Lafox / Siailles / Bon Encontre - Mairie                              | Préfecture ⥋ Lafox / Siailles / Bon Encontre - Mairie                              | Préfecture ⥋ Lafox / Siailles / Bon Encontre - Mairie                              | Préfecture ⥋ Lafox / Siailles / Bon Encontre - Mairie                              | Préfecture ⥋ Lafox / Siailles / Bon Encontre - Mairie                              |
| 2     | Ouverture / Fermeture 30 mars 2013 / — | Longueur —                                                                         | Durée 22 à 40 min                                                                  | Nb. d’arrêts 9 à 26                                                                | Matériel Citaro GX 327 Citaro K Agora Line                                         | Jours de fonctionnement L, Ma, Me, J, V, S                                         | Jour / Soir / Nuit / Fêtes O / N / N / N                                           | Voy. / an —                                                                        | Exploitant Keolis Agen                                                             |
| 2     | Desserte : Agen, Boé, Bon-Encontre, Castelculier et Lafox - Principaux arrêts desservis : Préfecture • Pelletan • Pin • Sacré Cœur • Cité Martin • Redon • Les Pradines • Boé - Centre Administratif • Mairie Bon-Encontre • De Gaulle • Siailles • Lafox |                                                                                    |                                                                                    |                                                                                    |                                                                                    |                                                                                    |                                                                                    |                                                                                    |                                                                                    |
| 2     | Autre : - Lafox est desservi à raison de quatre bus par jour. - Terminus Bon Encontre - Mairie ou Siailles ou Lafox. - L'arrêt Massenet n'est plus desservi à partir du 29 août 2016. - L'itinéraire par Redon (Bon-Encontre) est supprimé à partir du 29 août 2016. Redon est toutefois de nouveau desservi. - Certains bus sont directs - vers Agen ou Siailles/Lafox - entre les arrêts Mairie Bon-Encontre et Redon, les arrêts intermédiaires ne sont alors pas desservis. - Date de dernière mise à jour : 29 avril 2022. |                                                                                    |                                                                                    |                                                                                    |                                                                                    |                                                                                    |                                                                                    |                                                                                    |                                                                                    |
| 2     | Dernière actualisation : — |                                                                                    |                                                                                    |                                                                                    |                                                                                    |                                                                                    |                                                                                    |                                                                                    |                                                                                    |
| 3     | Gare ⥋ Covoiturage Autoroute / Agropôle | Gare ⥋ Covoiturage Autoroute / Agropôle                                            | Gare ⥋ Covoiturage Autoroute / Agropôle                                            | Gare ⥋ Covoiturage Autoroute / Agropôle                                            | Gare ⥋ Covoiturage Autoroute / Agropôle                                            | Gare ⥋ Covoiturage Autoroute / Agropôle                                            | Gare ⥋ Covoiturage Autoroute / Agropôle                                            | Gare ⥋ Covoiturage Autoroute / Agropôle                                            | Gare ⥋ Covoiturage Autoroute / Agropôle                                            |
| 3     | Ouverture / Fermeture 30 mars 2013 / — | Longueur —                                                                         | Durée 22 à 35 min                                                                  | Nb. d’arrêts 17 à 19                                                               | Matériel Citaro Citaro K GX 327 Agora Line                                         | Jours de fonctionnement L, Ma, Me, J, V, S                                         | Jour / Soir / Nuit / Fêtes O / N / N / N                                           | Voy. / an —                                                                        | Exploitant Keolis Agen                                                             |
| 3     | Desserte : Agen, Le Passage et Estillac - Principaux arrêts desservis : Gare • Jasmin • Préfecture • Liberté • Pont de Pierre • Centre Culturel • UPSA • Beauregard • Covoiturage • Agropôle - Gare desservie : Gare d'Agen. |                                                                                    |                                                                                    |                                                                                    |                                                                                    |                                                                                    |                                                                                    |                                                                                    |                                                                                    |
| 3     | Autre : - Depuis septembre 2019 la ligne 3 ne dessert que l'itinéraire suivant : - Gare ↔ Jasmin ↔ Verdun ↔ Centre Culturel ↔ UPSA ↔ Agropôle ↔ Covoiturage - Date de dernière mise à jour : 16 février 2021. |                                                                                    |                                                                                    |                                                                                    |                                                                                    |                                                                                    |                                                                                    |                                                                                    |                                                                                    |
| 3     | Dernière actualisation : — |                                                                                    |                                                                                    |                                                                                    |                                                                                    |                                                                                    |                                                                                    |                                                                                    |                                                                                    |
| 4     | Foulayronnes CC ZAC Le Rouge ⥋ Gardes / Saint Pierre de Gaubert** | Foulayronnes CC ZAC Le Rouge ⥋ Gardes / Saint Pierre de Gaubert**                  | Foulayronnes CC ZAC Le Rouge ⥋ Gardes / Saint Pierre de Gaubert**                  | Foulayronnes CC ZAC Le Rouge ⥋ Gardes / Saint Pierre de Gaubert**                  | Foulayronnes CC ZAC Le Rouge ⥋ Gardes / Saint Pierre de Gaubert**                  | Foulayronnes CC ZAC Le Rouge ⥋ Gardes / Saint Pierre de Gaubert**                  | Foulayronnes CC ZAC Le Rouge ⥋ Gardes / Saint Pierre de Gaubert**                  | Foulayronnes CC ZAC Le Rouge ⥋ Gardes / Saint Pierre de Gaubert**                  | Foulayronnes CC ZAC Le Rouge ⥋ Gardes / Saint Pierre de Gaubert**                  |
| 4     | Ouverture / Fermeture 31 août 2015 / — | Longueur —                                                                         | Durée 17 à 77 min                                                                  | Nb. d’arrêts 12 à 44                                                               | Matériel Citaro Citaro K                                                           | Jours de fonctionnement L, Ma, Me, J, V, S                                         | Jour / Soir / Nuit / Fêtes O / N / N / N                                           | Voy. / an —                                                                        | Exploitant Keolis Agen                                                             |
| 4     | Desserte : Foulayronnes, Agen et Boé - Principaux arrêts desservis : CC ZAC Le Rouge • Chant d'Oiseaux** • Le Caoulet Royal • Le Roy • La Candélie • Saint-Exupéry • Belvédère • Magnolias • Cimetière • Pin Dumon • Gare • Jasmin • Préfecture • La Palme • Clinique Esquirol • Parc Aquitaine • La Couronne • Gardes • Saint Pierre de Gaubert*** - Gare desservie : Gare d'Agen. - Centre de santé desservi: Hôpital La Candélie. |                                                                                    |                                                                                    |                                                                                    |                                                                                    |                                                                                    |                                                                                    |                                                                                    |                                                                                    |
| 4     | Autre : - Terminus de ligne à CC ZAC Le Rouge - Chant d'Oiseau - Gare - Clinique Esquirol - Gardes - Saint Pierre de Gaubert - En période scolaire du lundi au vendredi, des renforts scolaires circulent entre Préfecture et Belvédère. - *** Le terminus Saint Pierre de Gaubert est desservi uniquement du lundi au vendredi en période scolaire. - La desserte du Centre Omnisport est supprimée, la ligne a désormais comme terminus l'arrêt Gardes. - ** Depuis le 18 Février 2019, le terminus nord est CC ZAC Le Rouge. Chant d'Oiseau est uniquement desservi à certaines heures la semaine et samedi, et en permanence en semaine de vacances scolaires. L'Arrêt Zola n'est plus desservi. - Date de dernière mise à jour : 8 février 2022. |                                                                                    |                                                                                    |                                                                                    |                                                                                    |                                                                                    |                                                                                    |                                                                                    |                                                                                    |
| 4     | Dernière actualisation : — |                                                                                    |                                                                                    |                                                                                    |                                                                                    |                                                                                    |                                                                                    |                                                                                    |                                                                                    |
| 5     | TAD Préfecture ⥋ Layrac | TAD Préfecture ⥋ Layrac                                                            | TAD Préfecture ⥋ Layrac                                                            | TAD Préfecture ⥋ Layrac                                                            | TAD Préfecture ⥋ Layrac                                                            | TAD Préfecture ⥋ Layrac                                                            | TAD Préfecture ⥋ Layrac                                                            | TAD Préfecture ⥋ Layrac                                                            | TAD Préfecture ⥋ Layrac                                                            |
| 5     | Ouverture / Fermeture 30 mars 2013 / — | Longueur —                                                                         | Durée 24 à 38 min                                                                  | Nb. d’arrêts 16 à 23                                                               | Matériel Citaro K GX 127                                                           | Jours de fonctionnement L, Ma, Me, J, V, S                                         | Jour / Soir / Nuit / Fêtes O / N / N / N                                           | Voy. / an —                                                                        | Exploitant Keolis Agen                                                             |
| 5     | Desserte : Agen, Boé et Layrac - Principaux arrêts desservis : Préfecture • Liberté • Hôtel du Département • Parc des Sports • Aqua-Sud Université • Green Center • Centre Commercial Boé • Quai Garonne • Layrac |                                                                                    |                                                                                    |                                                                                    |                                                                                    |                                                                                    |                                                                                    |                                                                                    |                                                                                    |
| 5     | Autre : - La ligne 5 est désormais desservie en transport à la demande sauf en heures de pointe du lundi au vendredi en période scolaire. - Date de dernière mise à jour : 16 février 2021. |                                                                                    |                                                                                    |                                                                                    |                                                                                    |                                                                                    |                                                                                    |                                                                                    |                                                                                    |
| 5     | Dernière actualisation : — |                                                                                    |                                                                                    |                                                                                    |                                                                                    |                                                                                    |                                                                                    |                                                                                    |                                                                                    |
| 6     | TAD Préfecture ⥋ Colayrac-Saint-Cirq - Église / Saint-Hilaire-de-Lusignan - Mairie | TAD Préfecture ⥋ Colayrac-Saint-Cirq - Église / Saint-Hilaire-de-Lusignan - Mairie | TAD Préfecture ⥋ Colayrac-Saint-Cirq - Église / Saint-Hilaire-de-Lusignan - Mairie | TAD Préfecture ⥋ Colayrac-Saint-Cirq - Église / Saint-Hilaire-de-Lusignan - Mairie | TAD Préfecture ⥋ Colayrac-Saint-Cirq - Église / Saint-Hilaire-de-Lusignan - Mairie | TAD Préfecture ⥋ Colayrac-Saint-Cirq - Église / Saint-Hilaire-de-Lusignan - Mairie | TAD Préfecture ⥋ Colayrac-Saint-Cirq - Église / Saint-Hilaire-de-Lusignan - Mairie | TAD Préfecture ⥋ Colayrac-Saint-Cirq - Église / Saint-Hilaire-de-Lusignan - Mairie | TAD Préfecture ⥋ Colayrac-Saint-Cirq - Église / Saint-Hilaire-de-Lusignan - Mairie |
| 6     | Ouverture / Fermeture 30 mars 2013 / — | Longueur —                                                                         | Durée 14 à 30 min                                                                  | Nb. d’arrêts 13 à 16                                                               | Matériel Citaro K GX 127                                                           | Jours de fonctionnement L, Ma, Me, J, V, S                                         | Jour / Soir / Nuit / Fêtes O / N / N / N                                           | Voy. / an —                                                                        | Exploitant Keolis Agen                                                             |
| 6     | Desserte : Agen, Foulayronnes, Colayrac-Saint-Cirq et Saint-Hilaire-de-Lusignan - Principaux arrêts desservis : Préfecture • Jasmin • Laffitte • Le Rey • Église • La Poste • Saint-Hilaire-de-Lusignan — Mairie |                                                                                    |                                                                                    |                                                                                    |                                                                                    |                                                                                    |                                                                                    |                                                                                    |                                                                                    |
| 6     | Autre : - La ligne circule avec des horaires réguliers en heures de pointe, en heures creuses et durant l'été la ligne circule en transport à la demande avec un service sur deux en terminus à Colayrac-Saint-Cirq — Église. - Date de dernière mise à jour : 16 février 2021. |                                                                                    |                                                                                    |                                                                                    |                                                                                    |                                                                                    |                                                                                    |                                                                                    |                                                                                    |
| 6     | Dernière actualisation : — |                                                                                    |                                                                                    |                                                                                    |                                                                                    |                                                                                    |                                                                                    |                                                                                    |                                                                                    |
| 7     | Hôpital Saint-Esprit ⥋ Gardès | Hôpital Saint-Esprit ⥋ Gardès                                                      | Hôpital Saint-Esprit ⥋ Gardès                                                      | Hôpital Saint-Esprit ⥋ Gardès                                                      | Hôpital Saint-Esprit ⥋ Gardès                                                      | Hôpital Saint-Esprit ⥋ Gardès                                                      | Hôpital Saint-Esprit ⥋ Gardès                                                      | Hôpital Saint-Esprit ⥋ Gardès                                                      | Hôpital Saint-Esprit ⥋ Gardès                                                      |
| 7     | Ouverture / Fermeture 30 mars 2013 / — | Longueur —                                                                         | Durée 25 à 38 min                                                                  | Nb. d’arrêts 15 à 25                                                               | Matériel Citaro                                                                    | Jours de fonctionnement L, Ma, Me, J, V, S                                         | Jour / Soir / Nuit / Fêtes O / N / N / N                                           | Voy. / an —                                                                        | Exploitant Keolis Agen                                                             |
| 7     | Desserte : Agen et Boé - Principaux arrêts desservis : Hôpital Saint-Esprit • Stalingrad • Pin Dumon • Gare • Carnot • Préfecture • Rodrigues Tour • Bartelé • Clinique Esquirol • Centre Commercial Boé • Gardès - Gare desservie : Gare d'Agen. - Centres de santé desservis: Hôpital Saint-Esprit et Clinique Esquirol. |                                                                                    |                                                                                    |                                                                                    |                                                                                    |                                                                                    |                                                                                    |                                                                                    |                                                                                    |
| 7     | Autre : - Les arrêts Artigueloubes et Jaures sont transférés à la ligne 4. - Date de dernière mise à jour : 8 février 2022. |                                                                                    |                                                                                    |                                                                                    |                                                                                    |                                                                                    |                                                                                    |                                                                                    |                                                                                    |
| 7     | Dernière actualisation : — |                                                                                    |                                                                                    |                                                                                    |                                                                                    |                                                                                    |                                                                                    |                                                                                    |                                                                                    |
| 9     | Préfecture ⥋ Pont-du-Casse via Montanou** | Préfecture ⥋ Pont-du-Casse via Montanou**                                          | Préfecture ⥋ Pont-du-Casse via Montanou**                                          | Préfecture ⥋ Pont-du-Casse via Montanou**                                          | Préfecture ⥋ Pont-du-Casse via Montanou**                                          | Préfecture ⥋ Pont-du-Casse via Montanou**                                          | Préfecture ⥋ Pont-du-Casse via Montanou**                                          | Préfecture ⥋ Pont-du-Casse via Montanou**                                          | Préfecture ⥋ Pont-du-Casse via Montanou**                                          |
| 9     | Ouverture / Fermeture 30 mars 2013 / — | Longueur —                                                                         | Durée 19 à 29 min                                                                  | Nb. d’arrêts 14 à 20                                                               | Matériel Citaro Citaro K                                                           | Jours de fonctionnement L, Ma, Me, J, V, S                                         | Jour / Soir / Nuit / Fêtes O / N / N / N                                           | Voy. / an —                                                                        | Exploitant Keolis Agen                                                             |
| 9     | Desserte : Agen et Pont-du-Casse - Principaux arrêts desservis : Préfecture • Gare*** • Pin Périgord • Blum • Arrêts de Montanou** • Valpré • Val de Maury • Mairie Pont-du-Casse • Barrière - Gare desservie : Gare d'Agen. |                                                                                    |                                                                                    |                                                                                    |                                                                                    |                                                                                    |                                                                                    |                                                                                    |                                                                                    |
| 9     | Autre : - Ligne modifiée au 29 août 2016, départ de la Préfecture. Terminus à l'arrêt Barrière. - L'arrêt Lalande est supprimé. - **Dessert le quartier de Montanou le samedi matin, et deux fois par jour en semaine en renfort de la ligne 1. - ***La ligne dessert les arrêts Carnot et Gare le samedi matin. Arrêt Pelletan alors non-desservi. - Date de dernière mise à jour : 29 avril 2021. |                                                                                    |                                                                                    |                                                                                    |                                                                                    |                                                                                    |                                                                                    |                                                                                    |                                                                                    |
| 9     | Dernière actualisation : — |                                                                                    |                                                                                    |                                                                                    |                                                                                    |                                                                                    |                                                                                    |                                                                                    |                                                                                    |
| 10    | Gare ⥋ Le Passage Bellevue via De Viau et Walygator | Gare ⥋ Le Passage Bellevue via De Viau et Walygator                                | Gare ⥋ Le Passage Bellevue via De Viau et Walygator                                | Gare ⥋ Le Passage Bellevue via De Viau et Walygator                                | Gare ⥋ Le Passage Bellevue via De Viau et Walygator                                | Gare ⥋ Le Passage Bellevue via De Viau et Walygator                                | Gare ⥋ Le Passage Bellevue via De Viau et Walygator                                | Gare ⥋ Le Passage Bellevue via De Viau et Walygator                                | Gare ⥋ Le Passage Bellevue via De Viau et Walygator                                |
| 10    | Ouverture / Fermeture 30 mars 2013 / — | Longueur —                                                                         | Durée 37 à 43 min                                                                  | Nb. d’arrêts 29 à 32                                                               | Matériel Citaro GX 327 Citaro K Agora Line                                         | Jours de fonctionnement L, Ma, Me, J, V, S                                         | Jour / Soir / Nuit / Fêtes O / N / N / N                                           | Voy. / an —                                                                        | Exploitant Keolis Agen                                                             |
| 10    | Desserte : Agen et Le Passage - Principaux arrêts desservis : Gare • Préfecture • Verdun • Médiathèque • Demi-Lune • Walygator** • Aéroport • Théophile de Viau • UPSA • Bellevue - Gare desservie : Gare d'Agen. |                                                                                    |                                                                                    |                                                                                    |                                                                                    |                                                                                    |                                                                                    |                                                                                    |                                                                                    |
| 10    | Autre : - Depuis Septembre 2019, la ligne 10 reprend la desserte du centre de Le Passage et de Bellevue. - **Desserte du parc Walygator (anciennement Walibi) uniquement le samedi et vacances scolaires. - Date de dernière mise à jour : 12 juin 2022. |                                                                                    |                                                                                    |                                                                                    |                                                                                    |                                                                                    |                                                                                    |                                                                                    |                                                                                    |
| 10    | Dernière actualisation : — |                                                                                    |                                                                                    |                                                                                    |                                                                                    |                                                                                    |                                                                                    |                                                                                    |                                                                                    |

### Navette urbaine
Seule la navette gratuite Cœur d'Agglo desservant les rues de l'hyper-centre a été maintenue, les navettes gratuites et express Agglo Express reliant le centre-ville à des parkings relais à l'extérieur ayant été supprimées en 2015. La navette est exploitée à partir du 21 avril 2022 en minibus de marque Karsan modèle e-Jest fonctionnant à l'énergie électrique.
| Ligne | Caractéristiques | Caractéristiques                                           | Caractéristiques                                           | Caractéristiques                                           | Caractéristiques                                           | Caractéristiques                                           | Caractéristiques                                           | Caractéristiques                                           | Caractéristiques                                           |
| NCA   | Navette Cœur d'Agen | Navette Cœur d'Agen                                        | Navette Cœur d'Agen                                        | Navette Cœur d'Agen                                        | Navette Cœur d'Agen                                        | Navette Cœur d'Agen                                        | Navette Cœur d'Agen                                        | Navette Cœur d'Agen                                        | Navette Cœur d'Agen                                        |
| NCA   | (Circulaire) Gravier ⥋ Gravier via Gare SNCF et Préfecture | (Circulaire) Gravier ⥋ Gravier via Gare SNCF et Préfecture | (Circulaire) Gravier ⥋ Gravier via Gare SNCF et Préfecture | (Circulaire) Gravier ⥋ Gravier via Gare SNCF et Préfecture | (Circulaire) Gravier ⥋ Gravier via Gare SNCF et Préfecture | (Circulaire) Gravier ⥋ Gravier via Gare SNCF et Préfecture | (Circulaire) Gravier ⥋ Gravier via Gare SNCF et Préfecture | (Circulaire) Gravier ⥋ Gravier via Gare SNCF et Préfecture | (Circulaire) Gravier ⥋ Gravier via Gare SNCF et Préfecture |
| ----- | --- | ---------------------------------------------------------- | ---------------------------------------------------------- | ---------------------------------------------------------- | ---------------------------------------------------------- | ---------------------------------------------------------- | ---------------------------------------------------------- | ---------------------------------------------------------- | ---------------------------------------------------------- |
| NCA   | Ouverture / Fermeture 29 novembre 2010 / — | Longueur —                                                 | Durée 15 min                                               | Nb. d’arrêts 13                                            | Matériel e-Jest M City                                     | Jours de fonctionnement L, Ma, Me, J, V, S                 | Jour / Soir / Nuit / Fêtes O / N / N / N                   | Voy. / an —                                                | Exploitant Keolis Agen                                     |
| NCA   | Desserte : Centre-ville d'Agen - Principaux arrêts desservis : Gravier • Gambetta • Jasmin • Reine Garonne • Place des Laitiers Marché Couvert • Cathédrale • Gare SNCF • Pin Dumont • Pin • Pelletan • Florida • Montesquieu • Préfecture |                                                            |                                                            |                                                            |                                                            |                                                            |                                                            |                                                            |                                                            |
| NCA   | Autre : Desserte en boucle du centre-ville d'Agen et des différents parkings qui y sont situés. Navette entièrement gratuite. |                                                            |                                                            |                                                            |                                                            |                                                            |                                                            |                                                            |                                                            |
| NCA   | Dernière actualisation : — - Date de dernière mise à jour : 8 février 2022. |                                                            |                                                            |                                                            |                                                            |                                                            |                                                            |                                                            |                                                            |

### Lignes périurbaines
Les lignes périurbaines desservant les communes de la grande couronne de l'agglomération sont sous-traitées par les Autocars Pascal et fonctionnent essentiellement en TAD (transport à la demande).
| Ligne | Caractéristiques | Caractéristiques                         | Caractéristiques                         | Caractéristiques                         | Caractéristiques                         | Caractéristiques                           | Caractéristiques                         | Caractéristiques                         | Caractéristiques                         |
| 21    | Agen — Pin ⥋ Sauvagnas — Turrou | Agen — Pin ⥋ Sauvagnas — Turrou          | Agen — Pin ⥋ Sauvagnas — Turrou          | Agen — Pin ⥋ Sauvagnas — Turrou          | Agen — Pin ⥋ Sauvagnas — Turrou          | Agen — Pin ⥋ Sauvagnas — Turrou            | Agen — Pin ⥋ Sauvagnas — Turrou          | Agen — Pin ⥋ Sauvagnas — Turrou          | Agen — Pin ⥋ Sauvagnas — Turrou          |
| ----- | --- | ---------------------------------------- | ---------------------------------------- | ---------------------------------------- | ---------------------------------------- | ------------------------------------------ | ---------------------------------------- | ---------------------------------------- | ---------------------------------------- |
| 21    | Ouverture / Fermeture 30 mars 2013 / — | Longueur —                               | Durée 30 à 34 min                        | Nb. d’arrêts 9                           | Matériel Autocar Minibus                 | Jours de fonctionnement L, Ma, Me, J, V, S | Jour / Soir / Nuit / Fêtes O / N / N / N | Voy. / an —                              | Exploitant Autocars Pascal               |
| 21    | Desserte : Agen, Bon-Encontre, Saint-Caprais-de-Lerm et Sauvagnas - Principaux arrêts desservis : Pin • Gare SNCF • Jasmin • Préfecture • Redon (Centre Commercial) • Saint-Caprais-de-Lerm - Mairie • Sauvagnas - Mairie • Sauvagnas - Turrou                                                                       |                                          |                                          |                                          |                                          |                                            |                                          |                                          |                                          |
| 21    | Autre : - Services effectués en autocar en semaine, en minibus le samedi. - La ligne fonctionne en TAD à l'exception du départ de Saint-Ferréol vers Agen en semaine scolaire de 7h20. |                                          |                                          |                                          |                                          |                                            |                                          |                                          |                                          |
| 21    | Dernière actualisation : — |                                          |                                          |                                          |                                          |                                            |                                          |                                          |                                          |
| 22    | Agen — Pin ⥋ Fals | Agen — Pin ⥋ Fals                        | Agen — Pin ⥋ Fals                        | Agen — Pin ⥋ Fals                        | Agen — Pin ⥋ Fals                        | Agen — Pin ⥋ Fals                          | Agen — Pin ⥋ Fals                        | Agen — Pin ⥋ Fals                        | Agen — Pin ⥋ Fals                        |
| 22    | Ouverture / Fermeture 30 mars 2013 / — | Longueur —                               | Durée 55 à 60 min                        | Nb. d’arrêts 11                          | Matériel Autocar Minibus                 | Jours de fonctionnement L, Ma, Me, J, V, S | Jour / Soir / Nuit / Fêtes O / N / N / N | Voy. / an —                              | Exploitant Autocars Pascal               |
| 22    | Desserte : Agen, Boé, Le Passage, Moirax, Marmont-Pachas, Astaffort, Cuq et Fals - Principaux arrêts desservis : Pin • Gare SNCF • Jasmin • Préfecture • Clinique Esquirol • Centre Commercial Boé • Moirax • Marmont-Pachas • Astaffort • Cuq • Fals                                                                |                                          |                                          |                                          |                                          |                                            |                                          |                                          |                                          |
| 22    | Autre : - Services effectués en autocar en semaine, en minibus le samedi. - La ligne fonctionne exclusivement en transport à la demande. |                                          |                                          |                                          |                                          |                                            |                                          |                                          |                                          |
| 22    | Dernière actualisation : — |                                          |                                          |                                          |                                          |                                            |                                          |                                          |                                          |
| 24    | Agen — Pin ⥋ Sainte-Colombe-en-Bruilhois | Agen — Pin ⥋ Sainte-Colombe-en-Bruilhois | Agen — Pin ⥋ Sainte-Colombe-en-Bruilhois | Agen — Pin ⥋ Sainte-Colombe-en-Bruilhois | Agen — Pin ⥋ Sainte-Colombe-en-Bruilhois | Agen — Pin ⥋ Sainte-Colombe-en-Bruilhois   | Agen — Pin ⥋ Sainte-Colombe-en-Bruilhois | Agen — Pin ⥋ Sainte-Colombe-en-Bruilhois | Agen — Pin ⥋ Sainte-Colombe-en-Bruilhois |
| 24    | Ouverture / Fermeture 30 mars 2013 / — | Longueur —                               | Durée 20 à 21 min                        | Nb. d’arrêts 7                           | Matériel Autocar Minibus                 | Jours de fonctionnement L, Ma, Me, J, V, S | Jour / Soir / Nuit / Fêtes O / N / N / N | Voy. / an —                              | Exploitant Autocars Pascal               |
| 24    | Desserte : Agen, Le Passage, Roquefort et Sainte-Colombe-en-Bruilhois - Principaux arrêts desservis : Pin • Gare SNCF • Jasmin • Préfecture • Demi-Lune • Roquefort • Sainte-Colombe-en-Bruilhois |                                          |                                          |                                          |                                          |                                            |                                          |                                          |                                          |
| 24    | Autre : - Services effectués en autocar en semaine, en minibus le samedi. Prend le relais de la ligne 10 pour Roquefort et Brax. - La ligne fonctionne exclusivement en transport à la demande. |                                          |                                          |                                          |                                          |                                            |                                          |                                          |                                          |
| 24    | Dernière actualisation : — |                                          |                                          |                                          |                                          |                                            |                                          |                                          |                                          |
| 25    | Agen — Pin ⥋ Saint-Sixte | Agen — Pin ⥋ Saint-Sixte                 | Agen — Pin ⥋ Saint-Sixte                 | Agen — Pin ⥋ Saint-Sixte                 | Agen — Pin ⥋ Saint-Sixte                 | Agen — Pin ⥋ Saint-Sixte                   | Agen — Pin ⥋ Saint-Sixte                 | Agen — Pin ⥋ Saint-Sixte                 | Agen — Pin ⥋ Saint-Sixte                 |
| 25    | Ouverture / Fermeture 30 mars 2013 / — | Longueur —                               | Durée 40 min                             | Nb. d’arrêts 10                          | Matériel Minibus                         | Jours de fonctionnement L, Ma, Me, J, V, S | Jour / Soir / Nuit / Fêtes O / N / N / N | Voy. / an —                              | Exploitant Autocars Pascal               |
| 25    | Desserte : Agen, Boé, Le Passage, Sauveterre-Saint-Denis, Caudecoste, Saint-Nicolas-de-la-Balerme et Saint-Sixte - Principaux arrêts desservis : Pin • Gare SNCF • Jasmin • Préfecture • Clinique Esquirol • Centre Commercial Boé • Sauveterre-Saint-Denis • Caudecoste • Saint-Nicolas-de-la-Balerme • Saint-Sixte |                                          |                                          |                                          |                                          |                                            |                                          |                                          |                                          |
| 25    | Autre : La ligne fonctionne exclusivement en transport à la demande. |                                          |                                          |                                          |                                          |                                            |                                          |                                          |                                          |
| 25    | Dernière actualisation : — |                                          |                                          |                                          |                                          |                                            |                                          |                                          |                                          |
| 26    | Agen ⥋ Bajamont | Agen ⥋ Bajamont                          | Agen ⥋ Bajamont                          | Agen ⥋ Bajamont                          | Agen ⥋ Bajamont                          | Agen ⥋ Bajamont                            | Agen ⥋ Bajamont                          | Agen ⥋ Bajamont                          | Agen ⥋ Bajamont                          |
| 26    | Ouverture / Fermeture 31 août 2015 / — | Longueur —                               | Durée 35 à 40 min                        | Nb. d’arrêts 7                           | Matériel Minibus                         | Jours de fonctionnement L, Ma, Me, J, V, S | Jour / Soir / Nuit / Fêtes O / N / N / N | Voy. / an —                              | Exploitant Autocars Pascal               |
| 26    | Desserte : Agen et Pont-du-Casse - Principaux arrêts desservis : Pin • Gare SNCF • Jasmin • Préfecture • Borie • Voltaire • Mairie de Bajamont |                                          |                                          |                                          |                                          |                                            |                                          |                                          |                                          |
| 26    | Autre : La ligne fonctionne exclusivement en transport à la demande. Remplace la desserte de Bajamont effectuée préalablement par la ligne 9. |                                          |                                          |                                          |                                          |                                            |                                          |                                          |                                          |
| 26    | Dernière actualisation : — |                                          |                                          |                                          |                                          |                                            |                                          |                                          |                                          |
| 27    | Agen ⥋ Serignac-sur-Garonne | Agen ⥋ Serignac-sur-Garonne              | Agen ⥋ Serignac-sur-Garonne              | Agen ⥋ Serignac-sur-Garonne              | Agen ⥋ Serignac-sur-Garonne              | Agen ⥋ Serignac-sur-Garonne                | Agen ⥋ Serignac-sur-Garonne              | Agen ⥋ Serignac-sur-Garonne              | Agen ⥋ Serignac-sur-Garonne              |
| 27    | Ouverture / Fermeture 31 août 2015 / — | Longueur —                               | Durée 35 min                             | Nb. d’arrêts 10                          | Matériel Minibus                         | Jours de fonctionnement L, Ma, Me, J, V, S | Jour / Soir / Nuit / Fêtes O / N / N / N | Voy. / an —                              | Exploitant Autocars Pascal               |
| 27    | Desserte : Agen, Le Passage, Roquefort et Sérignac-sur-Garonne - Principaux arrêts desservis : Préfecture • Pont de Pierre • Demi-Lune • Walibi • Roquefort • Sérignac |                                          |                                          |                                          |                                          |                                            |                                          |                                          |                                          |
| 27    | Autre : La ligne fonctionne exclusivement en transport à la demande. Replace la desserte de Sérignac anciennement effectuée avec la ligne 10. |                                          |                                          |                                          |                                          |                                            |                                          |                                          |                                          |
| 27    | Dernière actualisation : — |                                          |                                          |                                          |                                          |                                            |                                          |                                          |                                          |
| 28    | Agen ⥋ Colayrac-Saint-Cirq | Agen ⥋ Colayrac-Saint-Cirq               | Agen ⥋ Colayrac-Saint-Cirq               | Agen ⥋ Colayrac-Saint-Cirq               | Agen ⥋ Colayrac-Saint-Cirq               | Agen ⥋ Colayrac-Saint-Cirq                 | Agen ⥋ Colayrac-Saint-Cirq               | Agen ⥋ Colayrac-Saint-Cirq               | Agen ⥋ Colayrac-Saint-Cirq               |
| 28    | Ouverture / Fermeture 31 août 2015 / — | Longueur —                               | Durée 35 min                             | Nb. d’arrêts 10                          | Matériel Minibus                         | Jours de fonctionnement L, Ma, Me, J, V, S | Jour / Soir / Nuit / Fêtes O / N / N / N | Voy. / an —                              | Exploitant Autocars Pascal               |
| 28    | Desserte : Agen et Colayrac-Saint-Cirq - Principaux arrêts desservis : Pin • Gare • Jasmin • Préfecture • Arrêts de dépose à Colayrac-Saint-Cirq |                                          |                                          |                                          |                                          |                                            |                                          |                                          |                                          |
| 28    | Autre : La ligne fonctionne exclusivement en transport à la demande. |                                          |                                          |                                          |                                          |                                            |                                          |                                          |                                          |
| 28    | Dernière actualisation : — |                                          |                                          |                                          |                                          |                                            |                                          |                                          |                                          |

### Services du dimanche
Deux services fonctionnant le dimanche existent sur le réseau: une ligne régulière reliant Lalande (Bugeaud) - Montanou à Agen Sud - Passeligne reprenant la ligne 1 de semaine, avec trois allers-retours en matinée, et un service de soir reliant la Gare au Campus de l'ENAP, sur réservation, en relation avec les TGV.
| Ligne | Caractéristiques | Caractéristiques     | Caractéristiques     | Caractéristiques     | Caractéristiques     | Caractéristiques          | Caractéristiques                         | Caractéristiques     | Caractéristiques       |
| DM    | Dimanche matin | Dimanche matin       | Dimanche matin       | Dimanche matin       | Dimanche matin       | Dimanche matin            | Dimanche matin                           | Dimanche matin       | Dimanche matin         |
| DM    | Bugeaud ⥋ Passeligne | Bugeaud ⥋ Passeligne | Bugeaud ⥋ Passeligne | Bugeaud ⥋ Passeligne | Bugeaud ⥋ Passeligne | Bugeaud ⥋ Passeligne      | Bugeaud ⥋ Passeligne                     | Bugeaud ⥋ Passeligne | Bugeaud ⥋ Passeligne   |
| ----- | --- | -------------------- | -------------------- | -------------------- | -------------------- | ------------------------- | ---------------------------------------- | -------------------- | ---------------------- |
| DM    | Ouverture / Fermeture 30 mars 2013 / — | Longueur —           | Durée 39 à 42 min    | Nb. d’arrêts 28 à 29 | Matériel Citaro K    | Jours de fonctionnement D | Jour / Soir / Nuit / Fêtes O / N / N / N | Voy. / an —          | Exploitant Keolis Agen |
| DM    | Desserte : Agen - Principaux arrêts desservis : Bugeaud • Monluc • La Salève • Pin Dumon • Gare • Préfecture • Rodrigues Tour • Barleté • Campus • ENAP • Agen Sud • Parc des Expositions • Passeligne            |                      |                      |                      |                      |                           |                                          |                      |                        |
| DM    | Autre : - Pas de service les jours fériés. - Date de dernière mise à jour : 12 janvier 2022. |                      |                      |                      |                      |                           |                                          |                      |                        |
| DM    | Dernière actualisation : — |                      |                      |                      |                      |                           |                                          |                      |                        |
| DS    | Dimanche soir | Dimanche soir        | Dimanche soir        | Dimanche soir        | Dimanche soir        | Dimanche soir             | Dimanche soir                            | Dimanche soir        | Dimanche soir          |
| DS    | Gare ⥋ Agen Sud |                      |                      |                      |                      |                           |                                          |                      |                        |
| DS    | Ouverture / Fermeture 30 mars 2013 / — | Longueur —           | Durée —              | Nb. d’arrêts —       | Matériel —           | Jours de fonctionnement D | Jour / Soir / Nuit / Fêtes O / O / N / N | Voy. / an —          | Exploitant Keolis Agen |
| DS    | Desserte : Agen - Principaux arrêts desservis : Gare • Desserte des résidences universitaires et hôtelières, de l'ENAP et du Parc des Expositions                                                                 |                      |                      |                      |                      |                           |                                          |                      |                        |
| DS    | Autre : - Service de transport à la demande sur réservation au départ de la gare SNCF d'Agen entre 18 et 23 heures, les horaires sont adaptés en fonction des retards des TGV. - Pas de service les jours fériés. |                      |                      |                      |                      |                           |                                          |                      |                        |
| DS    | Dernière actualisation : — |                      |                      |                      |                      |                           |                                          |                      |                        |

### Service PMR
Du lundi au samedi, un service de transport en porte-à-porte permet, pour les personnes ayant un handicap supérieur à 80 % ou se déplaçant en fauteuil roulant, de se déplacer dans les 29 communes de l'agglomération. La réservation se fait 24 heures à l'avance par téléphone ou au point info situé dans le centre-ville d'Agen.
En complément, un service adapté de porte-à-porte permet les 1er mercredi et samedi du mois de se déplacer dans l'agglomération pour un usage exclusivement réservé aux loisirs, les conditions de réservations sont les mêmes que pour le service de transport adapté classique.

### Transport scolaire
Contrairement aux lignes régulières, le réseau scolaire n'a pas été modifié le 30 mars 2013. Le 3 septembre 2013, le circuit T a été supprimé, les deux circuits R ont été regroupés en un seul avec modification du circuit S et le circuit 1 est devenu le circuit W.
Il est actuellement composé des lignes J à W et du doublage 130 bis, qui sont issues de l'ancien réseau Transbus, et des lignes scolaires issues du conseil général et qui ont été reprises par l'agglomération d'Agen pour les communes qui n'étaient pas desservies par l'ancien réseau Transbus.
Circuits scolaires de Saint-Hilaire-de-Lusignan et Colayrac-Saint-Cirq
| No | Parcours                                                | Fréquence                                                                | Période         |
| -- | ------------------------------------------------------- | ------------------------------------------------------------------------ | --------------- |
| J  | Jayan ↔ Saint-Hilaire-de-Lusignan - Mairie              | 1 départ le matin vers Agen, 2 à midi et l’après-midi vers Saint-Hilaire | L, Ma, Me, J, V |
| W  | Carrérade ↔ École primaire de Saint-Hilaire-de-Lusignan | 1 départ le matin vers l'École, 1 le soir vers Carrérade                 | L, Ma, J, V     |

Circuits scolaires de Foulayronnes
| No      | Parcours                          | Fréquence                                     | Période         |
| ------- | --------------------------------- | --------------------------------------------- | --------------- |
| K       | Jasmin Gambetta ↔ Chant d’oiseaux | 1 départ de Foulayronnes et 2 d’Agen par jour | L, Ma, Me, J, V |
| L       | Jasmin Gambetta ↔ Le Roy          | 3 départs par jour                            | L, Ma, Me, J, V |
| M Matin | Jayan ↔ Saint-Julien              | 1 départ par jour                             | L, Ma, Me, J, V |
| M Soir  | Jayan ↔ CHâteau d'Eau             | 2 départs par jour                            | L, Ma, Me, J, V |

Circuits scolaires de Colayrac-Saint-Cirq et Foulayronnes
| No       | Parcours                                                | Fréquence          | Période         |
| -------- | ------------------------------------------------------- | ------------------ | --------------- |
| NO Matin | Jayan ↔ Foulayronnes - Lary                             | 1 départ le matin  | L, Ma, Me, J, V |
| N Soir   | Jayan ↔ Foulayronnes - Monbran                          | 1 départ par soir  | L, Ma, J, V     |
| O Soir   | Jayan ↔ Vérône                                          | 2 départs par soir | L, Ma, Me, J, V |
| P        | Jayan ↔ Saint-Jean-de-Vigouroux via Colayrac-Saint-Cirq | 4 départs par jour | L, Ma, Me, J, V |

Circuits scolaires de Boé
| No | Parcours                                                                             | Fréquence          | Période         |
| -- | ------------------------------------------------------------------------------------ | ------------------ | --------------- |
| R  | Centre Commercial ↔ École R. Muzas                                                   | 2 départs par jour | L, Ma, Me, J, V |
| S  | Cassia ↔ Saint-Pierre-de-Gaubert - École D. Lapeyre ↔ École M. Chrétien et J. Moulin | 2 départs par jour | L, Ma, J, V     |

Circuits scolaires de Bon-Encontre
| No | Parcours                             | Fréquence          | Période         |
| -- | ------------------------------------ | ------------------ | --------------- |
| U  | Curie ↔ École Georges Brassens       | 2 départs par jour | L, Ma, Me, J, V |
| V  | Metge Coste ↔ École Georges Brassens | 2 départs par jour | L, Ma, Me, J, V |

Doublage circuit scolaire
|  | Le Passage - Collège De Viau ↔ Astaffort | 6 départs par jour | L, Ma, Me, J, V |
|  | Le Passage - Collège De Viau ↔ Layrac    | 2 départs par jour | L, Ma, Me, J, V |

Circuits scolaires de Bajamont
Service effectué par les autocars Pascal.
| No  | Parcours                            | Fréquence          | Période     |
| --- | ----------------------------------- | ------------------ | ----------- |
| 231 | Bajamont - École ↔ Bajamont - École | 2 départs par jour | L, Ma, J, V |

Circuits scolaires de Caudecoste, Cuq, Fals, Sauveterre-Saint-Denis-Saint-Nicolas-de-la-Balerme et Saint-Sixte
Services effectués sauf pour le RPI par la Société Moissagaise de Transport. Les lignes 55 et 116 sortent du périmètre de l'agglomération.
| No      | Parcours | Fréquence                     | Période         |
| ------- | --- | ----------------------------- | --------------- |
| 55      | Agen - Gare ↔ Sauveterre ↔ Saint-Nicolas ↔ Saint-Sixte - Bourg (↔ Donzac ↔ Dunes)                                           | 2 départs par jour            | L, Ma, Me, J, V |
| 110     | Agen - Lycée Lomet ↔ Layrac ↔ Sauveterre ↔ Caudecoste ↔ Fals ↔ Cuq - Bourg                                                  | 3 départs par jour            | L, Ma, Me, J, V |
| 116     | Agen - Lycée Lomet ↔ Layrac ↔ Sauveterre ↔ Caudecoste ↔ Fals ↔ Cuq ↔ Saint-Nicolas ↔ Saint-Sixte - Bourg (↔ Donzac ↔ Dunes) | 2 départs par jour            | L, Ma, Me, J, V |
| 130     | Le Passage - Collège De Viau ↔ Caudecoste ↔ Cuq ↔ Fals - Gouttes                                                            | 2 départs par jour            | L, Ma, Me, J, V |
| 175 RPI | - Car 1 : Saint-Sixte - École ↔ Saint-Nicolas - École - Car 2 : Sauveterre - École ↔ Sauveterre - École                     | 2 départs par jour et par car | L, Ma, J, V     |
| RPI     | Sauveterre - École ↔ Saint-Nicolas - École                                                                                  | 4 départs par jour            | L, Ma, J, V     |

Circuit scolaire d'Astaffort
Service effectué par les Cars Teyssie pour le compte du conseil général de Lot-et-Garonne. Cette ligne est en majorité située en dehors de l'agglomération.
| No | Parcours                                                      | Fréquence          | Période         |
| -- | ------------------------------------------------------------- | ------------------ | --------------- |
| 14 | Astaffort - Bourg (↔ Sainte-Mère ↔ Lectoure - Collège Public) | 2 départs par jour | L, Ma, Me, J, V |

### Lignes Tempo disparues
Il s'agit de lignes de bus créées ou déjà existantes lors de l'institution du réseau Tempo, qui ont depuis été arrêtées.
| Ligne | Caractéristiques | Caractéristiques                                          | Caractéristiques                                          | Caractéristiques                                          | Caractéristiques                                          | Caractéristiques                                          | Caractéristiques                                          | Caractéristiques                                          | Caractéristiques                                          |
| 5     | Préfecture ⥋ Monbran | Préfecture ⥋ Monbran                                      | Préfecture ⥋ Monbran                                      | Préfecture ⥋ Monbran                                      | Préfecture ⥋ Monbran                                      | Préfecture ⥋ Monbran                                      | Préfecture ⥋ Monbran                                      | Préfecture ⥋ Monbran                                      | Préfecture ⥋ Monbran                                      |
| ----- | --- | --------------------------------------------------------- | --------------------------------------------------------- | --------------------------------------------------------- | --------------------------------------------------------- | --------------------------------------------------------- | --------------------------------------------------------- | --------------------------------------------------------- | --------------------------------------------------------- |
| 5     | Ouverture / Fermeture 30 mars 2013 / Terminus Préfecture | Longueur —                                                | Durée - min                                               | Nb. d’arrêts -                                            | Matériel Citaro K C1 FL Citaro K C2                       | Jours de fonctionnement L, Ma, Me, J, V, S                | Jour / Soir / Nuit / Fêtes O / N / N / N                  | Voy. / an —                                               | Exploitant Keolis Agen                                    |
| 5     | Desserte : Agen, Foulayronnes - Principaux arrêts desservis : Préfecture • Jasmin • Monbran - La partie Préfecture - Monbran de la ligne 5 a été supprimée après la fermeture de l'Hopital de Monbran. - Date de dernière mise à jour : 16 mars 2021. |                                                           |                                                           |                                                           |                                                           |                                                           |                                                           |                                                           |                                                           |
| 5     | Autre : |                                                           |                                                           |                                                           |                                                           |                                                           |                                                           |                                                           |                                                           |
| 5     | Dernière actualisation : — |                                                           |                                                           |                                                           |                                                           |                                                           |                                                           |                                                           |                                                           |
| 8     | Gare ⥋ Centre Omnisports (COJC) / Saint-Pierre-de-Gaubert | Gare ⥋ Centre Omnisports (COJC) / Saint-Pierre-de-Gaubert | Gare ⥋ Centre Omnisports (COJC) / Saint-Pierre-de-Gaubert | Gare ⥋ Centre Omnisports (COJC) / Saint-Pierre-de-Gaubert | Gare ⥋ Centre Omnisports (COJC) / Saint-Pierre-de-Gaubert | Gare ⥋ Centre Omnisports (COJC) / Saint-Pierre-de-Gaubert | Gare ⥋ Centre Omnisports (COJC) / Saint-Pierre-de-Gaubert | Gare ⥋ Centre Omnisports (COJC) / Saint-Pierre-de-Gaubert | Gare ⥋ Centre Omnisports (COJC) / Saint-Pierre-de-Gaubert |
| 8     | Ouverture / Fermeture 30 mars 2013 / 31 août 2015 | Longueur —                                                | Durée 30 à 51 min                                         | Nb. d’arrêts 29 à 31                                      | Matériel Midibus Minibus                                  | Jours de fonctionnement L, Ma, Me, J, V, S                | Jour / Soir / Nuit / Fêtes O / N / N / N                  | Voy. / an —                                               | Exploitant Keolis Agen                                    |
| 8     | Desserte : Agen et Boé - Principaux arrêts desservis : Gare • Jasmin • Préfecture • Liberté • Hôtel du Département • Parc des Sports • Agen Sud • Green Center • Centre Commercial Boé • Gardès • La Couronne • Lacépède • Centre Omnisports (COJC) • Saint-Pierre-de-Gaubert |                                                           |                                                           |                                                           |                                                           |                                                           |                                                           |                                                           |                                                           |
| 8     | Autre : Ligne supprimée le 31 août 2015. Dessertes partagées entre les lignes 4, 5 et 7. |                                                           |                                                           |                                                           |                                                           |                                                           |                                                           |                                                           |                                                           |
| 8     | Dernière actualisation : — |                                                           |                                                           |                                                           |                                                           |                                                           |                                                           |                                                           |                                                           |
| AE    | Agglo Express | Agglo Express                                             | Agglo Express                                             | Agglo Express                                             | Agglo Express                                             | Agglo Express                                             | Agglo Express                                             | Agglo Express                                             | Agglo Express                                             |
| AE    | Donnefort ⥋ Parc Expos |                                                           |                                                           |                                                           |                                                           |                                                           |                                                           |                                                           |                                                           |
| AE    | Ouverture / Fermeture 1er décembre 2008 / 2 mai 2015 | Longueur —                                                | Durée —                                                   | Nb. d’arrêts 11                                           | Matériel Minibus                                          | Jours de fonctionnement L, Ma, Me, J, V, S                | Jour / Soir / Nuit / Fêtes O / N / N / N                  | Voy. / an —                                               | Exploitant Keolis Agen                                    |
| AE    | Desserte : Agen - Principaux arrêts desservis : Donnefort • Jardins du Pin • Carnot • Préfecture • Cité Administrative • Parc des Expositions |                                                           |                                                           |                                                           |                                                           |                                                           |                                                           |                                                           |                                                           |
| AE    | Autre : Navette supprimée le 2 mai 2015. |                                                           |                                                           |                                                           |                                                           |                                                           |                                                           |                                                           |                                                           |
| AE    | Dernière actualisation : — |                                                           |                                                           |                                                           |                                                           |                                                           |                                                           |                                                           |                                                           |
| AE    | Agglo Express | Agglo Express                                             | Agglo Express                                             | Agglo Express                                             | Agglo Express                                             | Agglo Express                                             | Agglo Express                                             | Agglo Express                                             | Agglo Express                                             |
| AE    | Préfecture ⥋ Demi-Lune |                                                           |                                                           |                                                           |                                                           |                                                           |                                                           |                                                           |                                                           |
| AE    | Ouverture / Fermeture 29 novembre 2010 / 30 mars 2013 et 2 mai 2015 | Longueur —                                                | Durée —                                                   | Nb. d’arrêts 6                                            | Matériel Minibus                                          | Jours de fonctionnement L, Ma, Me, J, V, S                | Jour / Soir / Nuit / Fêtes O / N / N / N                  | Voy. / an —                                               | Exploitant Keolis Agen                                    |
| AE    | Desserte : Agen et Le Passage - Principaux arrêts desservis : Préfecture • Cité Administrative • Pont de Pierre • Médiathèque • Demi-Lune |                                                           |                                                           |                                                           |                                                           |                                                           |                                                           |                                                           |                                                           |
| AE    | Autre : Indicée ligne 10 le 30 mars 2013, ligne devenue payante le 2 mai 2015 (fin de la gratuité pour les usagers du P+R à Demi-Lune). |                                                           |                                                           |                                                           |                                                           |                                                           |                                                           |                                                           |                                                           |
| AE    | Dernière actualisation : — |                                                           |                                                           |                                                           |                                                           |                                                           |                                                           |                                                           |                                                           |
| TAD   | Transport à la demande | Transport à la demande                                    | Transport à la demande                                    | Transport à la demande                                    | Transport à la demande                                    | Transport à la demande                                    | Transport à la demande                                    | Transport à la demande                                    | Transport à la demande                                    |
| TAD   | Pin / Gare / Jasmin / Préfecture ⥋ Zone à la demande de Colayrac-Saint-Cirq |                                                           |                                                           |                                                           |                                                           |                                                           |                                                           |                                                           |                                                           |
| TAD   | Ouverture / Fermeture 30 mars 2013 / 2 septembre 2019 | Longueur —                                                | Durée 25 à 35 min                                         | Nb. d’arrêts 9                                            | Matériel Minibus                                          | Jours de fonctionnement L, Ma, Me, J, V, S                | Jour / Soir / Nuit / Fêtes O / N / N / N                  | Voy. / an —                                               | Exploitant Keolis Agen                                    |
| TAD   | Desserte : Agen et Colayrac-Saint-Cirq - Principaux arrêts desservis : Pin • Gare SNCF • Jasmin • Préfecture • Saint-Cirq • Les Hauts de Saint-Cirq |                                                           |                                                           |                                                           |                                                           |                                                           |                                                           |                                                           |                                                           |
| TAD   | Autre : Desserte de Colayrac-Saint-Cirq en complément de la ligne 6. |                                                           |                                                           |                                                           |                                                           |                                                           |                                                           |                                                           |                                                           |
| TAD   | Dernière actualisation : — |                                                           |                                                           |                                                           |                                                           |                                                           |                                                           |                                                           |                                                           |
| TAD   | Transport à la demande | Transport à la demande                                    | Transport à la demande                                    | Transport à la demande                                    | Transport à la demande                                    | Transport à la demande                                    | Transport à la demande                                    | Transport à la demande                                    | Transport à la demande                                    |
| TAD   | Préfecture ⥋ Le Passage — Demi-Lune ↔ Zone à la demande du Passage |                                                           |                                                           |                                                           |                                                           |                                                           |                                                           |                                                           |                                                           |
| TAD   | Ouverture / Fermeture 30 mars 2013 / 2 septembre 2019 | Longueur —                                                | Durée 13 à 14 min                                         | Nb. d’arrêts 15                                           | Matériel Minibus                                          | Jours de fonctionnement L, Ma, Me, J, V, S                | Jour / Soir / Nuit / Fêtes O / N / N / N                  | Voy. / an —                                               | Exploitant Keolis Agen                                    |
| TAD   | Desserte : Agen et Le Passage - Principaux arrêts desservis : Préfecture • Pont de Pierre • Médiathèque • Demi-Lune |                                                           |                                                           |                                                           |                                                           |                                                           |                                                           |                                                           |                                                           |
| TAD   | Autre : - Le TAD du Passage fonctionne sur le principe suivant : - Direction Le Passage : La ligne fonctionne comme une ligne régulière jusqu'à Demi-Lune, si un passager veut continuer au delà il doit indiquer au conducteur son arrêt de descente dans la zone prédéfinie ; - Direction Agen : La ligne fonctionne comme un transport à la demande classique dans la zone prédéfinie, il faut alors réserver par téléphone. |                                                           |                                                           |                                                           |                                                           |                                                           |                                                           |                                                           |                                                           |
| TAD   | Dernière actualisation : — |                                                           |                                                           |                                                           |                                                           |                                                           |                                                           |                                                           |                                                           |
| 23    | Agen — Pin ⥋ Laplume | Agen — Pin ⥋ Laplume                                      | Agen — Pin ⥋ Laplume                                      | Agen — Pin ⥋ Laplume                                      | Agen — Pin ⥋ Laplume                                      | Agen — Pin ⥋ Laplume                                      | Agen — Pin ⥋ Laplume                                      | Agen — Pin ⥋ Laplume                                      | Agen — Pin ⥋ Laplume                                      |
| 23    | Ouverture / Fermeture 30 mars 2013 / 31 août 2015 | Longueur —                                                | Durée 35 à 37 min                                         | Nb. d’arrêts 9                                            | Matériel Autocar Minibus                                  | Jours de fonctionnement L, Ma, Me, J, V, S                | Jour / Soir / Nuit / Fêtes O / N / N / N                  | Voy. / an —                                               | Exploitant Autocars Pascal                                |
| 23    | Desserte : Agen, Boé, Le Passage, Estillac, Aubiac et Laplume - Principaux arrêts desservis : Pin • Gare SNCF • Jasmin • Préfecture • Clinique Esquirol • Centre Commercial Boé • Estillac • Aubiac • Laplume |                                                           |                                                           |                                                           |                                                           |                                                           |                                                           |                                                           |                                                           |
| 23    | Autre : Ligne supprimée le 31 août 2015. Dessertes effectuées par une Navette Agen - Condom hors réseau Tempo. |                                                           |                                                           |                                                           |                                                           |                                                           |                                                           |                                                           |                                                           |
| 23    | Dernière actualisation : — |                                                           |                                                           |                                                           |                                                           |                                                           |                                                           |                                                           |                                                           |

### Offre tarifaire
Les tarifs indiqués sont valables sur le réseau Tempo à compter de septembre 2022 jusqu'en août 2023:
Des hausses tarifaires échelonnées entre septembre 2022 et septembre 2024 ont été validées par l'autorité organisatrice.
- Voyage simple (anciennement billet solo): 1,30 € - septembre 2023: 1,40 € - septembre 2024: 1,50 €
- Forfait journée (anciennement billet découverte): 2,70 €** - septembre 2024: 3,30 €
- Forfait 10 voyages (anciennement 10 billets escale): 11,00 €** - nouvelle tarification non dévoilée
- Abonnement mensuel: 22,00 € - septembre 2024: 27,00 €
- Abonnement annuel: 220,00 € par an - nouvelle tarification non dévoilée
- Abonnement annuel - 25 ans: 110,00 € par an - nouvelle tarification non dévoilée
- Abonnements scolaires: (réservés aux scolaires inscrits jusqu'en terminale)
  - aventure: offre supprimée
  - odyssée 55,00 € par an : voyages illimités toute l'année - septembre 2023: 80,00 € - septembre 2024: 105,00 €
- Abonnement  mensuel bénéficiaires AME/CMU: 11,00 € par mois - nouvelle tarification non dévoilée

Le billet solo peut être acheté à bord des véhicules ou par SMS. Le billet découverte, à bord des véhicules ou sur la boutique en ligne Tempo. Les billets escale, aux différents points de vente : agence commerciale Tempo ou dépositaires) et sur la boutique en ligne Tempo. Les abonnements peuvent être souscris à l'agence commerciale Tempo ou en passant par la boutique en ligne Tempo.
**Depuis 2020, les anciens billets - solo, escale et découverte - ont été remplacés soit par des tickets un voyage ou journée au format de ticket de caisse à acheter à bord des bus soit par des tickartes cartonnées sans contact à acheter à l'agence Tempo ou auprès des dépositaires agrées et à valider par l'usager en montant dans le bus pour tout voyage. Les abonnements sont désormais des cartes plastifiées type carte bancaire à valider à bord des bus pour tout montée. L'offre et les tarifs demeurent inchangés.

## Futur réseau

### DSP
La DSP est prolongée avec Keolis jusqu'en 2024 (toujours avec un buget de 7 millions d'€/an).

### Billetique et information voyageurs

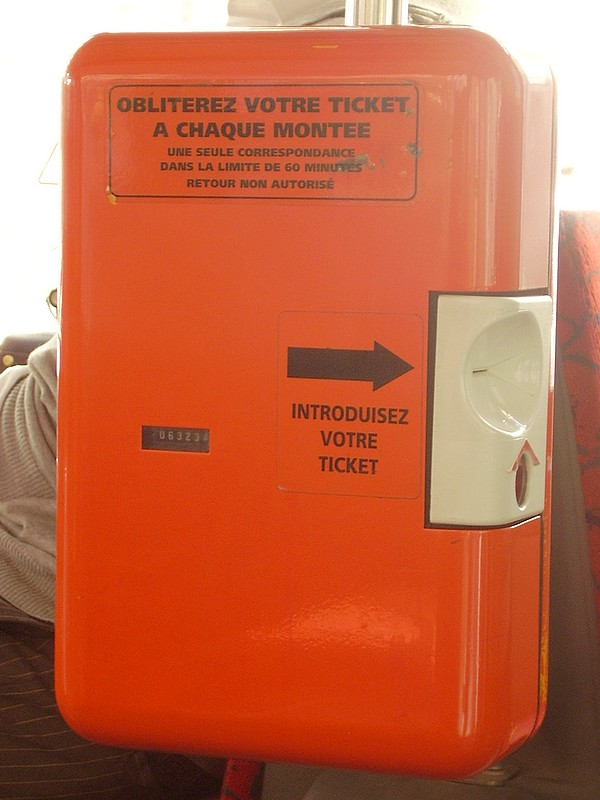
Modèle d'oblitérateur en service sur le réseau jusqu'en 2020 avant la mise en service d'une billetique sans contact.

En septembre, Keolis recevra les futurs appareils de billetique. Ils sont opérationnels depuis le 1er juillet 2020. Il s'agit d'une billetique avec tickets et cartes sans contact. Les "tickartes" cartonnés sont rechargeables auprès de l'agence Tempo. Il est de plus possible de vérifier le nombre de voyages restants avec un smartphone via un QR code présent sur le verso. Les billets cartonnés sont vendus à l'agence Tempo, les billets vendus à bord des bus étant semblables à des tickets de caisse, ces derniers étant à présenter au conducteur à la montée lors d'une correspondance. De même il est possible d'acheter un billet numérique via l'application smartphone Agglo Agen Mobilités ou sur la boutique internet à condition d'avoir un compte auprès de Tempo. Dans ce cas il suffit de scanner le ticket avec un QR code mis à disposition à la montée dans les bus.
Le SAEIV sera développé à l'aide d'une application mobile "le plus rapidement possible". Il s'agit d'un système à bandeau lumineux jaune, mis en service au printemps 2020.
L'application mobile MyBus Tempo est désormais disponible et permet d'avoir le passage du prochain bus en temps réel à un arrêt, d'acheter et de valider des titres de transports directement via son téléphone portable.

### VAE
50 vélos à assistance électrique supplémentaire vont être mis en place. Ils seront déployés à la gare ainsi qu'au Café Vélo. Ils paliront aux 20 VAE déjà en service.
Deux lignes luminescentes seront mis en place pour les vélos : une des Petits Sœurs des Pauvres jusqu'au Café Vélo, et une autre du Café Vélo à la gare.

### Vitesse commerciale
La vitesse commerciale devrait augmenter, sans réelle solution pour le moment (hormis les couloirs dédiés). Actuellement[Quand ?], elle est de 17 km/h en moyenne, ce qui tombe à 15 km/h pour la ligne 7.

### Nombre de courses
Sur la ligne 1, le nombre de course va légèrement augmenter en heure pleine. Il diminue cependant en heure creuse (environ -18 courses)
Sur la ligne 4, il y aura près de 20 courses supplémentaire en heure pleine, mais quelques-unes en moins en heure creuse.
Les TAD ont augmenté, ce qui fait aussi augmenter les dépenses. Pour Patrick BUISSON, cette augmentation vient du fait de la diminution des lignes directes.
Pour un autre élu, l'agglomération est trop centrée sur le côté pécuniaire. En effet, l'augmentation des TAD représente un coût important et inquiète en premier lieu l'agglomération d'Agen.
Le Technopole Agen Garonne a été abordé, avec une éventuelle desserte via des parkings relais.

## Matériel roulant
Le Parc agenais comprend environ 38 véhicules, dont 22 standards, 7 midibus, et 9 minibus. La majeure partie du matériel appartient à l'autorité organisatrice, l'Agglomération d'Agen, mais une partie des minibus a été fournie par le groupe Keolis.
En principe, les Citaro C1 K FL, Citaro C2 K et Citaro C2 circulent les jours ouvrés toute l'année.
Les Citaro C1, Agora Line, GX327, GX117 et GX127 circulent du lundi au vendredi en période scolaire.

### Keolis Agen

#### Standards

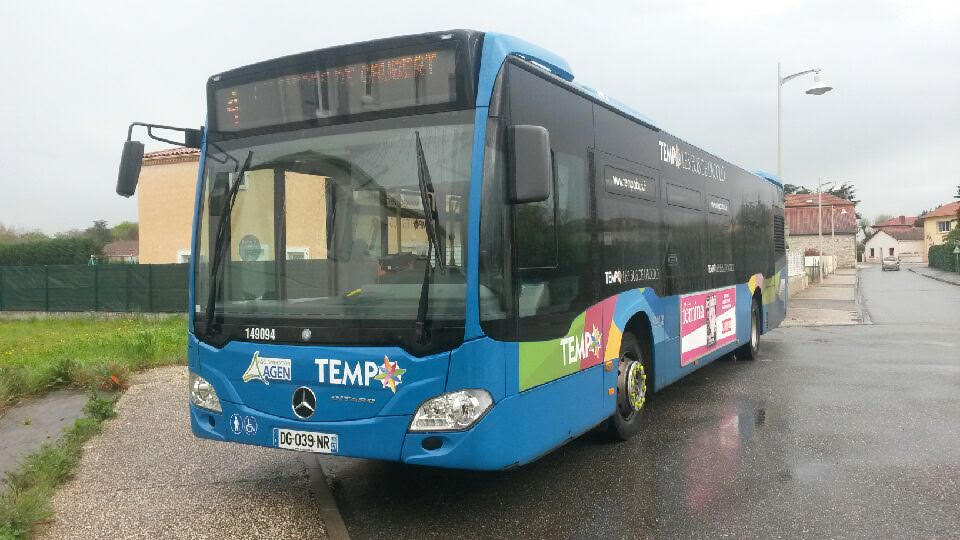
Mercedes Citaro C2 €6 Tempo au terminus de St Pierre de G sur la ligne 4.

En italique, les bus dont la réforme est à venir.
- 15 Mercedes-Benz Citaro C2
- 2 Heuliez GX 327
- 1 Irisbus Agora Line
- 2 Mercedes-Benz Citaro C1 FL bus d'occasion ex-Linead.
- 1 Mercedes-Benz Citaro C1 FL bus d'occasion ex-Citibus.

#### Midibus

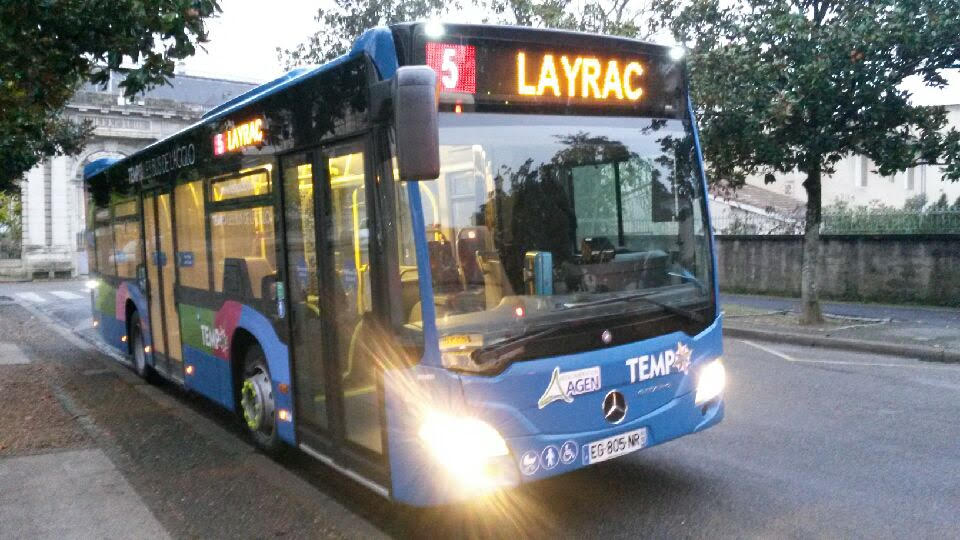
Mercedes Citaro K C2 €6 sur la ligne 5 du réseau Tempo, terminus Prefecture.

En italique, les bus dont la réforme est à venir.
- 2 Mercedes-Benz Citaro K C2
- 3 Mercedes-Benz Citaro K C1 FL
- 1 Heuliez GX 127 bus d'occasion ex-Phebus
- 1 Heuliez GX 127 bus d'occasion ex-Evalys

* 1 Heuliez GX 127

#### Minibus
- 2 Karsan e-Jest
- 3 Vehixel M City

#### Véhicules réformés

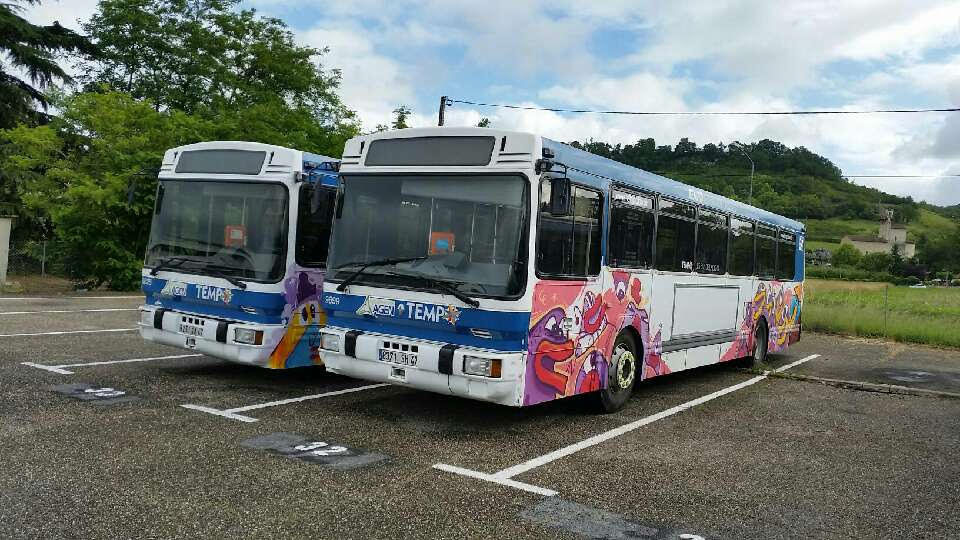
PR 112 réformés et taggués du réseau Tempo au dépôt, peu de temps avant leur départ.

- Véhicules appartenant anciennement à l'Agglomération d'Agen :
  - 5 Mercedes-Benz/Heuliez O 305 (Envoyés à la casse)
  - 1 Renault R 312 (Véhicule d'occasion)
  - 3 Renault R 312 (Sort inconnu)
  - 1 Renault PR 112 (Sort inconnu)
  - 2 Renault PR 112 (Cédés par Tempo au SDIS 47)
  - 2 Heuliez GX 117
  - 2 Heuliez GX 107 (Destination inconnue)
  - 1 Heuliez GX 107 (Repris par l'Association des Tramophiles à Nice)
  - 3 Renault PR 100 (dont deux PR 100 MI dont un ex-Auxerre et un PR 100.2)
  - 3 Mercedes-Benz Cito (Repris par Mercedes-Benz Hamecher)
  - 2 Mercedes-Benz Citaro C1
  - 1 Irisbus Agora Line
  - 1 Heuliez GX 327 (Incendie à la suite d'une défaillance technique du moteur en mars 2015)
  - 4 Fast Concept Car/ACEV Roller (Envoyés au Bénin sauf un, envoyé à la casse)
  - 4 Vehixel Cytios 4/39 (Repris par Keolis)
  - 2 Vehixel City One
  - 2 Dietrich Noventis 420
  - 1 Mercedes-Benz Sprinter (Vendu à un particulier)
  - 1 Heuliez GX 17 (Vendu à un particulier)
  - 1 Renault Master (Envoyé à la casse)
  - 1 Renault Trafic (Envoyé à la casse)
  - 1 Durisotti Novibus (Sort inconnu)
- Véhicules appartenant à l'ancien exploitant, Transdev :
  - 2 Renault R 312 (un parti à Poitiers, l'autre destination inconnue)
  - 2 Renault PR 112 (le premier parti à Ajaccio, le deuxième destination inconnue)
  - 1 jonckheere Procity

#### Affectations de matériel par ligne

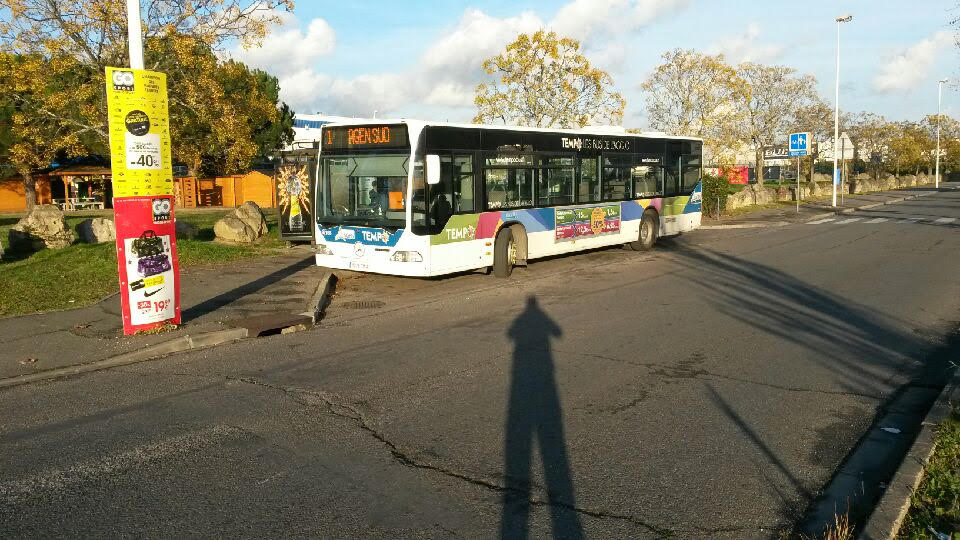
Mercedes Citaro C1 du réseau Tempo au terminus Agen Sud.

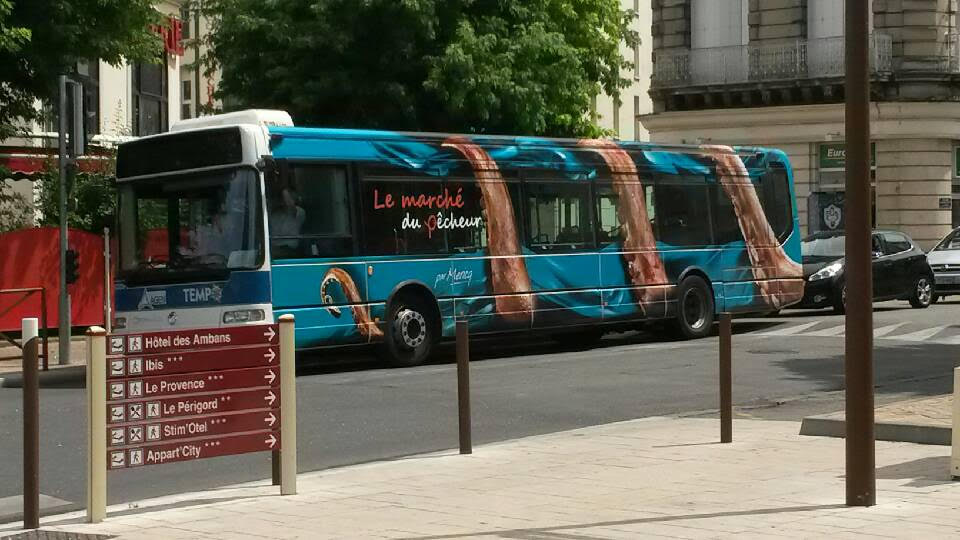
Irisbus Agora Line du réseau Tempo. Ici pris avec un pelliculage temporaire spécial "La Cantine du Pecheur".

Cette section indique le nombre de voitures affectées sur chaque ligne et le type de matériel le plus souvent mis sur chacune d'entre elles. Ce qui ne signifie pas que l'on ne peut croiser de temps à autre d'autre matériels que ceux indiqués ci-dessous:
- ligne 1: 4 standards (3 en période vacances), généralement Heuliez GX 327, Irisbus Agora Line, Mercedes-Benz Citaro C1 et Mercedes-Benz Citaro C2.
- ligne 2: 3 standards et midibus (2 en période vacances), généralement Mercedes-Benz Citaro C2, Heuliez GX 327, Renault PR 112 et Mercedes-Benz Citaro K C1 FL.
- ligne 3: 2 standards + 1 renfort matin/soir (2 en période vacances), généralement Mercedes-Benz Citaro C2, Heuliez GX 327, Irisbus Agora Line, Renault PR 112 et Mercedes-Benz Citaro K C1 FL.
- ligne 4: 4 standards (3 en période vacances), généralement Mercedes-Benz Citaro C2 et Mercedes-Benz Citaro C1.
- ligne 5: 1 midibus, généralement Mercedes-Benz Citaro K C1 FL, 1 minibus en période vacances, généralement: Vehixel M City.
- ligne 6: 1 midibus, généralement Heuliez GX 117 ou Heuliez GX 127.
- ligne 7: 4 standards et midibus (2 en période vacances), généralement Mercedes-Benz Citaro C2 et Mercedes-Benz Citaro K C1 FL.
- ligne 9: 1 minibus, généralement Vehixel Cytios 4/39.
- ligne 10: 1 minibus, généralement Vehixel Cytios 4/39.
- NCA: 2 minibus, généralement Vehixel M City, Vehixel Cytios 4/39 ou Dietrich Noventis 420.
- En Réserve dépôt: généralement, Irisbus Agora Line, Renault PR 112, Heuliez GX 117, Heuliez GX 127, Mercedes-Benz Cito et Vehixel City One

#### Girouettes de destination
L'intégralité du parc agenais est désormais équipé des girouettes électroniques à LED Orange de marque "Hanover Displays" à l'avant, sur le côté droit avant, et à l'arrière (indice de ligne uniquement). Les bus acquis à partir de 2009 (Heuliez GX 327 nos 99134 et 99135) ainsi qu'un Heuliez GX 117 sont dotés de girouettes à indices de ligne LED multicolores. Le réseau a eu par le passé des bus équipés de girouettes manuelles à film et de girouettes à pastilles jaunes. Les minibus électriques Karsan e-Jest sont eux dotés de girouettes avant à LED blanches.
Certains bus ont eu plusieurs types de girouettes durant leur carrière. Ainsi les R312 ont été équipés à l'origine de girouette frontale film puis de girouettes frontale, latérale et arrière électroniques à pastilles et enfin de girouettes à LED Orange. Idem pour les GX107 à la différence qu'ils ne reçurent jamais de girouette LED. Les PR112 étaient équipés à la base de girouettes à pastilles (frontale, latérale et arrière) avant de récupérer les LED Orange des R312. Enfin le GX117 67003 fut le premier bus - fin 2008 - du réseau à recevoir des girouettes LED à indice couleur (frontale et arrière) en remplacement d'un modèle monochrome Orange). Les O520 Cito 91446 et 91447 de 2001 furent les derniers à être dotés de girouttes à pastille. Le Cito 91778 réceptionné en 2002 inaugurant les LED monochromes. Ce dernier a été d'ailleurs le premier bus (avec le minibus Durisotti, également de 2002) avec ce type de girouette équipé d'origine à être réformé.

#### Équipements divers
Les bus arrivés à partir de 2001 sont équipés de climatisation individuelles pour le conducteur. Les Fast Roller en furent équipés après leur arrivée sur le réseau. Les bus acquis à partir de 2013 sont équipés de climatisation intégrale. La totalité des bus est désormais équipée de caméras de vidéo-surveillance. Les bus standards arrivés à partir de 2009 sont à 3 portes (avant, milieu et arrière du bus). Parmi les anciens bus, seuls les R312 avaient cette configuration. Les autres bus ne comportent que deux portes (avant et milieu du bus). Les bus Tempo sont équipés depuis le printemps 2020 du SIV à bandeau lumineux et de valideur sans contact au niveau des portes avant et du milieu. Les Karsan e-Jest sont également équipés de ports de branchements de recharge USB.

#### Accessibilité
Les Mercedes Cito de 2001 furent les premiers bus à être équipés de rampes d'accès mobiles et à pouvoir se baisser pour prendre des personnes handicapées. Curieusement les bus suivants (y compris le Cito 91778) n'en furent pas équipés. il faudra attendre l'arrivée des Heuliez GX117 en 2006 pour voir de nouveau bus équipés pour recevoir à bord des PMR. Désormais, tous les bus ont cet équipement d'origine.

Les arrêts bus de l'agglomération sont eux progressivement aménagés, l'opération étant toujours en cours.

### Autocars Pascal
Les autocars Pascal est une société de transport agenaise. Elle opère en tant que:
- Agence de Voyage
- Voyagiste officiel pour le compte du club de Rugby SU Agen
- Transport interurbain départemental (ligne TER Agen - Villeneuve partagée avec les Citram Aquitaine)
- Opérateur affrété sur les lignes secondaires 21 à 25 pour le compte du réseau urbain Tempo.
- Transport et voyage scolaire

#### Autocars
- Mercedes-Benz Intouro
- Mercedes-Benz Travego
- Mercedes-Benz Tourismo
- Mercedes-Benz Conecto

#### Minibus
- Mercedes-Benz Sprinter

### Ulysse
Ulysse était le service, indépendant de Keolis à l'époque du réseau Transbus, responsable du TPMR (ou Transport pour personnes à mobilité réduites) au sein de l'Agglomération. Ulysse a intégré avec le déploiement du nouveau réseau le giron de Keolis et fait partie intégrante de l'offre Tempo.

#### Minibus
- N.C. Ford Transit Connect

### Couleurs des véhicules
La livrée extérieure des véhicules, est à base de bleu, agrémenté de la rose des vents multicolore qui sert de logo au réseau. Cette livrée Tempo n'est présente que sur les Citaro et M City livrés à partir de 2013 pour la mise en service du nouveau réseau et les acquisitions ultérieures.
Les autres véhicules roulent avec des décalques bleus aux couleurs de Tempo posés sur fond blanc, exceptions faites des bus en instance de départ proche. Véhicules équipés de cette livrée mixte : Citaro C1, Agora Line, GX117, GX127, GX327 et City One. Les autres véhicules sont blancs ou encore avec l'ancienne livrée Transbus et ne circulent plus sur le réseau.
Les véhicules de la Navette Coeur d'Agen ont une livrée spéciale verte et les véhicules des anciennes Agglo Express possédaient eux aussi leur propre livrée. La Navette Coeur d'Agen est désormais généralement effectuée à l'aide de M City bleus Tempo, les Noventis avec la livrée verte servant surtout de véhicules de substitution.

### Bus de démonstration

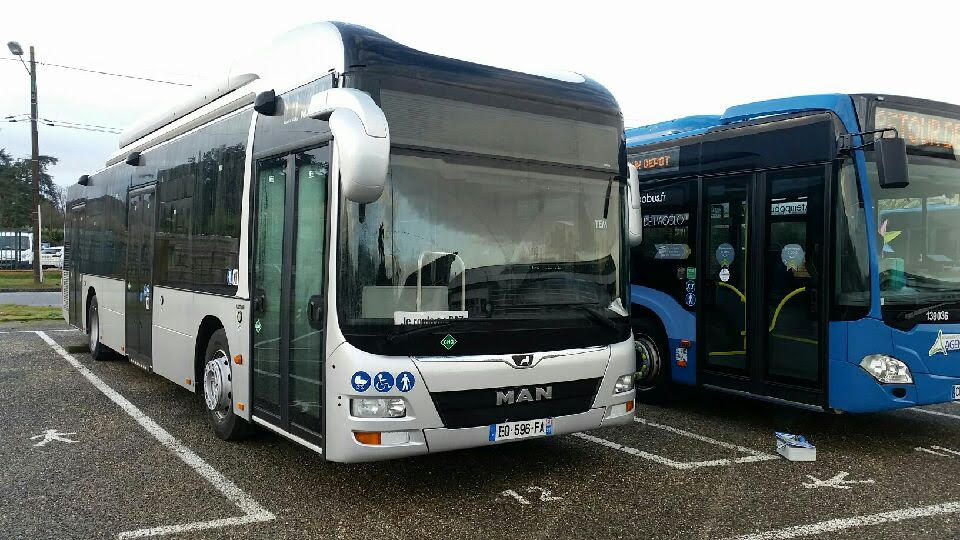
Man Lion's City CNG de démonstration au dépôt Tempo. A côté un Mercedes Citaro C2 bleu appartenant au réseau Tempo

De nombreux bus ont été testés ou prétés sur le Réseau Transbus puis Tempo:
- 1 ACEV Roller (n'a jamais circulé en service commercial)
- 1 Heuliez Access'Bus GX117L
- 3 Mercedes-Benz Cito
- 1 Setra S315 NF
- 1 Mercedes-Benz Citaro C1
- 1 Irisbus Agora Line
- 1 Heuliez Access'Bus GX117
- 1 Mercedes-Benz Citaro C1 FL à motorisation verticale
- 1 Mercedes-Benz Citaro C1 K FL** (photo plus haut)
- 2 Mercedes-Benz Citaro C2** (un doré, n'a jamais circulé en service commercial)
- 1 Bolloré Bluebus 12 m électrique testé entre le 22 mars et le 4 avril 2017[23]
- 1 Man Lion's City CNG roulant au gaz naturel (non testé en service commercial)[24]
- 1 Bollore Bluebus 6m électrique entre le 20 décembre et le 27 décembre 2022

Note: ** Véhicules prêtés temporairement dans le cadre du renouvellement de parc de 2013, en attente de livraison des véhicules définitifs.

## Autres services

### Tempo Vélo
Un service de location de vélos, 30 simples et 10 à assistances électriques, a été mis en place depuis juin 2013. Ce service est géré par Keolis et complète l'offre transport dans l'Agglomération d'Agen. Ces vélos ont reçu la même livrée bleu pacifique que les bus, avec mention "Tempo Vélo" et "Agglomération d'Agen" et sont équipés d'un panier à l'avant. Comme le réseau bus, Tempo Vélo adopte le slogan Tempo Les vélos de l'Agglo.

#### Arrivée duvelib'à Agen
En 2020, deux stations de vélos en libre service ont été mis en place à la Gare et au campus universitaire de Agen Sud. Ces derniers abandonnent à l'occasion le bleu identique aux bus urbains pour du gris.
Dans le cadre de la nouvelle DSP accordée au groupe Keolis, le nombre de stations de vélos (à assistance électrique) en libre service est prévu d'être porté à 16 dans l'agglomération proche. Les 14 nouvelles stations, 11 implantées à Agen et 3 situées dans des communes proches de banlieue, sont mises en service le 05 mai 2022.

### Parc relais
Trois parcs relais (P+R) existaient dans l'agglomération et permettaient de se rendre gratuitement en centre-ville via les deux navettes Agglo Express. Ces parcs relais sont situés à :
- Le Passage - Demi-Lune, desserte par la ligne 10 (également Agglo Express entre 2013 et 2015).
- Agen Sud - Parc des Expositions, terminus sud de la navette Agglo Express.
- Agen - Donnefort, terminus nord de la navette Agglo Express.

Ces parcs relais ainsi que celui crée à Pont du Casse pour la ligne 9 Express ont été dissous avec la suppression des Navettes Agglo Express puis l'arrêt de la 9 Express..
Il existe désormais toutefois un P+R situé à la gare, permettant soit de prendre les bus urbains, cars interurbains ou trains.